# NASCAR Cup Series 2018
Navigation
2017 2019

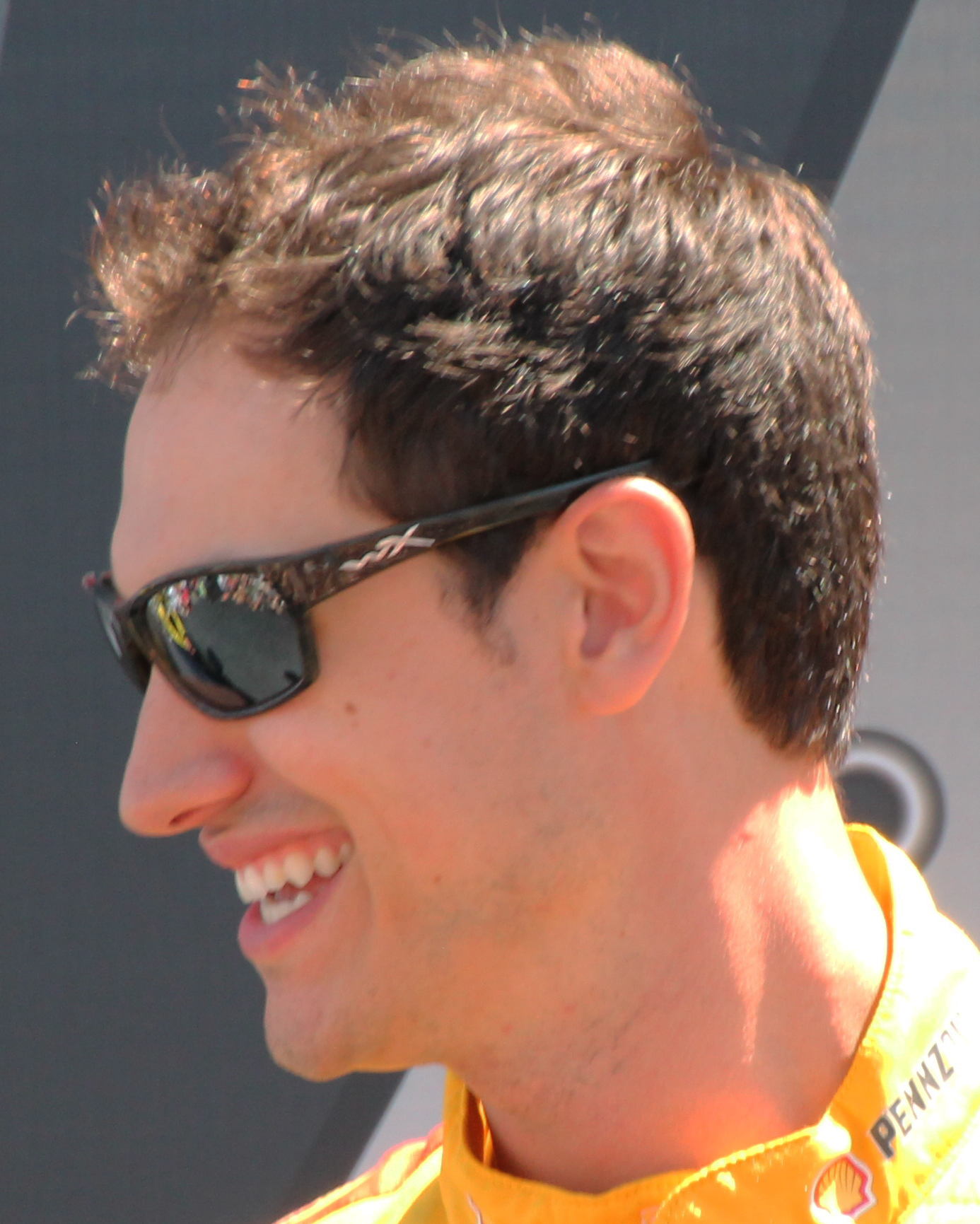
Joey Logano, champion de la NASCAR Cup Series 2018.

Le NASCAR Cup Series 2018 est la 70e édition du championnat organisé par la NASCAR aux États-Unis et la 47e édition de l'ère moderne.
L'événement étant sponsorisé par la société Monster Energy, le nom officiel du championnat sera la Monster Energy NASCAR Cup Series 2018
La saison débute au Daytona International Speedway par la course d'exhibition The Clash at Daytona, le Can-Am Duel, et le Daytona 500. Elle se terminera le 18 novembre 2018 lors du Ford EcoBoost 400 se déroulant sur l'Homestead-Miami Speedway.
Martin Truex Jr. y défend son titre de champion au sein de l'écurie Furniture Row Racing.
Cette saison est d'une part, la quatrième année du contrat de dix ans liant la NASCAR avec les chaînes de télévision Fox Sports et NBC Sports et d'autre part la troisième année du contrat de 5 ans la liant avec tous les circuits,.
En France, la Nascar est diffusée par Automoto La chaîne (ex-AB Moteurs) comme en 2017.
La marque d'automobile américaine Chevrolet a annoncé qu'à la suite de l'arrêt de la fabrication en 2018 de la Holden Commodore (VF) (commercialisé aux États-Unis sous le nom de Chevrolet SS), c'est le modèle Chevrolet Camaro ZL1 qui devrait assurer la compétition.

## Attribution des points
Le 23 janvier 2017, à l'occasion d'une conférence de presse, la NASCAR annonçait que le format des courses et le système d'attribution des points avaient été modifiés.
Depuis, toutes les courses de la NASCAR Cup Series sont divisées en trois parties :
- première et seconde parties : environ 1/4 de la distance totale (les deux parties ont le même nombre de tours).
- troisième partie : environ 1/2 de la distance totale.

En cas de mauvais temps, de couvre-feu ou d'obscurité, la troisième partie peut être annulée et la course considérée comme terminée après les deux premières parties de course.
Une mise en pause de la compétition se tiendra à la fin de chaque partie pendant laquelle les coureurs pourront éventuellement prendre un arrêt avant le redémarrage de l'étape suivante.
Les dix premiers pilotes à la fin des deux premières parties de course recevront des points comptant pour le championnat (10 pour le premier, 9 pour le second... et 1 pour le dixième).
Le vainqueur final de la course (donc arrivant premier en fin de troisième partie) recevra 40 points. Les pilotes suivants recevront des points selon une échelle dégressive allant de 35 points pour le 2e jusqu'à 2 points pour le 35e et 1 point pour les pilotes classés 36e à 40e. Le gagnant de chaque partie collecte également un point de playoff tandis que le gagnant final en reçoit 5.

## Les équipes et leurs pilotes

### Équipes affrétées
| Icône | Légende    |
| ----- | ---------- |
| R     | Rookie Cup |

| Manufacturier | Équipe                     | Numéro | Pilote                       | Chef d'équipe       |
| ------------- | -------------------------- | ------ | ---------------------------- | ------------------- |
| Chevrolet     | Chip Ganassi Racing        | 1      | Jamie McMurray               | Matt McCall         |
| Chevrolet     | Chip Ganassi Racing        | 42     | Kyle Larson                  | Chad Johnston       |
| Chevrolet     | Germain Racing (en)        | 13     | Ty Dillon                    | Matt Borland        |
| Chevrolet     | Hendrick Motorsports       | 9      | Chase Elliott                | Alan Gustafon       |
| Chevrolet     | Hendrick Motorsports       | 24     | William Byron R              | Darian Grubb        |
| Chevrolet     | Hendrick Motorsports       | 48     | Jimmie Johnson               | Chad Knaus          |
| Chevrolet     | Hendrick Motorsports       | 88     | Alex Bowman                  | Greg Ives           |
| Chevrolet     | JTG Daugherty Racing       | 37     | Chris Buescher               | Trent Owens         |
| Chevrolet     | JTG Daugherty Racing       | 47     | AJ Allmendinger              | Tristan Smith       |
| Chevrolet     | Leavine Family Racing (en) | 95     | Kasey Kahne                  | Travis Mack         |
| Chevrolet     | Premium Motorsports (en)   | 15     | Danica Patrick 1             | Tony Eury Jr. 1     |
| Chevrolet     | Premium Motorsports (en)   | 15     | à déterminer 35              | Patrick Tryson 35   |
| Chevrolet     | Richard Childress Racing   | 3      | Austin Dillon                | Justin Alexander    |
| Chevrolet     | Richard Childress Racing   | 31     | Ryan Newman                  | Luke Lambert        |
| Chevrolet     | Richard Petty Motorsports  | 43     | Darrell Wallace Jr. (en) R   | Drew Blickensderfer |
| Chevrolet     | StarCom Racing (en)        | 00     | Jeffrey Earnhardt            | Tony Furr           |
| Chevrolet     | TriStar Motorsports (en)   | 72     | Corey LaJoie 25              | Frankie Kerr        |
| Chevrolet     | TriStar Motorsports (en)   | 72     | Cole Whitt (en) à déterminer | Frankie Kerr        |
| Ford          | Front Row Motorsports      | 34     | Michael McDowell             | Derrick Finley      |
| Ford          | Front Row Motorsports      | 38     | David Ragan                  | Seth Barbour        |
| Ford          | Go Fas Racing (en)         | 32     | Matt DiBenedetto (en)        | Gene Nead           |
| Ford          | Roush Fenway Racing        | 6      | Trevor Bayne                 | Matt Puccia         |
| Ford          | Roush Fenway Racing        | 17     | Ricky Stenhouse Jr.          | Brian Pattie        |
| Ford          | Stewart-Haas Racing        | 4      | Kevin Harvick                | Rodney Childers     |
| Ford          | Stewart-Haas Racing        | 10     | Aric Almirola                | Johnny Klausmeier   |
| Ford          | Stewart-Haas Racing        | 14     | Clint Bowyer                 | Mike Bugarewicz     |
| Ford          | Stewart-Haas Racing        | 41     | Kurt Busch                   | Billy Scott         |
| Ford          | Team Penske                | 2      | Brad Keselowski              | Paul Wolfe          |
| Ford          | Team Penske                | 12     | Ryan Blaney                  | Jeremy Bullins      |
| Ford          | Team Penske                | 22     | Joey Logano                  | Todd Gordon         |
| Ford          | Wood Brothers Racing       | 21     | Paul Menard                  | Greg Erwin          |
| Toyota        | BK Racing (en)             | 23     | Gray Gaulding 2              | Rick Bourgeois      |
| Toyota        | BK Racing (en)             | 23     | à déterminer 34              | Rick Bourgeois      |
| Toyota        | Furniture Row Racing       | 78     | Martin Truex Jr.             | Cole Pearn          |
| Toyota        | Joe Gibbs Racing           | 11     | Denny Hamlin                 | Mike Wheeler        |
| Toyota        | Joe Gibbs Racing           | 18     | Kyle Busch                   | Adam Stevens        |
| Toyota        | Joe Gibbs Racing           | 19     | Daniel Suárez                | Scott Graves        |
| Toyota        | Joe Gibbs Racing           | 20     | Erik Jones                   | Chris Gayle         |
| Chevrolet 2   | Rick Ware Racing           | 51     | Justin Marks 1               | Pat Tryson          |
| Chevrolet 2   | Rick Ware Racing           | 51     | Harrison Rhodes (en) 1       | Pat Tryson          |
| Chevrolet 2   | Rick Ware Racing           | 51     | Cole Custer 1                | Pat Tryson          |
| Chevrolet 2   | Rick Ware Racing           | 51     | à déterminer 33              | Pat Tryson          |
| Source.       |                            |        |                              |                     |

### Équipes non-affrétées
| Manufacturier | Équipe                     | Numéro | Pilote       | Chef d'équipe |
| ------------- | -------------------------- | ------ | ------------ | ------------- |
| Chevrolet     | The Motorsports Group (en) | 30     | à déterminer | Eddie Pardue  |

### Programme limité
| Manufacturier | Équipe                     | Numéro | Pilote               | Chef d'équipe    | Nbr.         |
| ------------- | -------------------------- | ------ | -------------------- | ---------------- | ------------ |
| Ford          | RBR Enterprises (en)       | 92     | David Gilliland      | Mike Hester      | 1            |
| Ford          | MBM Motorsports (en)       | 66     | Mark Thompson (en)   | Mike Hillman Sr. | 1            |
| Ford          | MBM Motorsports (en)       | 66     | Timmy Hill (en)      | Mike Hillman Sr. | à déterminer |
| Chevrolet     | Beard Motorsports (en)     | 62     | Brendan Gaughan (en) | Darren Shaw      | 4            |
| Chevrolet     | StarCom Racing (en)        | 99     | Derrike Cope         | à déterminer     | à déterminer |
| Toyota        | Gaunt Brothers Racing (en) | 96     | D. J. Kennington     | Mark Hillman     | 1            |
| Cadillac      | Rick Ware Racing           | 52     | Cody Ware (en)       | à déterminer     | à déterminer |
| Cadillac      | Rick Ware Racing           | 52     | B. J. McLeod (en)    | à déterminer     | à déterminer |
| Cadillac      | Rick Ware Racing           | 52     | Kyle Weatherman (en) | à déterminer     | à déterminer |
| Cadillac      | Rick Ware Racing           | 52     | John Graham          | à déterminer     | à déterminer |
| Cadillac      | Circle Sport Racing (en)   | 33     | Joey Gase (en)       | à déterminer     | à déterminer |

## Changements

### Équipes
- La Team Penske se composera de trois voitures, Ryan Blaney (pilote de la no 21 en 2017 chez Wood Brothers Racing) y pilotant la voiture no 12.
- De même pour Front Row Motorsports avec l'ajout de la voiture Ford no 35. Un pilote et un chef d'équipe doivent encore être choisis.
- Le 29 août 2017, Hendrick Motorsports a annoncé que Chase Elliott piloterait la voiture no 9 (en lieu et place de la 24), tandis que la no 24 serait pilotée par le rookie William Byron (la no 5 n'entrerait plus en compétition). Alan Gustafson devrait rester le chef d'équipe d'Elliott tandis que Darian Grubb travaillerait avec William Byron.
- Furniture Row Racing ne comptera plus que la no 78 en compétition (la no 77 disparait).
- Le 25 septembre 2017, il a été annoncé qu'une nouvelle écurie Chevrolet, la StarCom Racing (en), intégrerait le circuit. Leur voiture, la no 00 sera pilotée par Derrike Cope lequel quitterait Premium Motorsports (en).
- Le 22 novembre 2017, l'écurie Rick Ware Racing déclare qu'au lieu de ne faire que trente courses avec divers pilotes dans une seule équipe, elle effectuera d'une part la saison complète avec une équipe dont le pilote est Ray Black Jr. (en) et d'autre part une parrtie de saison avec seconde équipe où se relayeront quatre autres pilotes, Cody Ware (en), Kyle Weatherman (en), B. J. McLeod (en) et John Graham.
- Le 7 décembre 2017, après que l'écurie Richard Petty Motorsports ait déclaré passer de Ford à Chevrolet, elle ajoute qu'elle a conclu une alliance technique pour la saison 2018 avec l'écurie Richard Childress Racing.
- Le 12 décembre 2017, les deux écuries Circle Sport Racing (en) et The Motorsports Group (en) annoncent qu'elles se séparent après avoir été réunies lors de la saison 2017[6]. Ces deux écuries présenteront chacune une voiture pour la saison 2018. Circle Sport roulera avec la no 33 mais sans Jeffrey Earnhardt (en) lequel a été remercié bien qu'ayant été désigné au départ comme pilote de cette voiture[7]. Les deux écuries auront des pilotes et sponsors différents en 2018.
- Le 3 janvier 2018, L'écurie Team Penske déclare qu'elle a conclu un arrangement avec la Roush Fenway Racing pour pouvoir engager à temps plein Ryan Blaney pour piloter leur voiture no 12[8].
- Le 17 janvier 2018, la RBR Enterprises (en) annonce qu'elle rejoint la Cup Series avec la Ford no 92 pilotée par David Gilliland pour le Daytona 500. L'écurie a passé les huit dernières saisons en Truck Series participant à 79 courses[9].
- Le 22 janvier 2018, la Gaunt Brothers Racing (en) annonce qu'elle revient au Daytona 500 avec D.J. Kennington au volant de la Toyota no 96[10].
- Le 23 janvier 2018, l'écurie Richard Childress Racing déclare qu'elle ne présentera plus que deux voitures pour la saison 2018, fermant la no 27[11].

### Pilotes
- Le 25 avril 2017, Dale Earnhardt Jr. annonce qu'il prendra sa retraite en fin de saison[12]. Le 20 juillet 2017, Alex Bowman est désigné comme son remplaçant.
- Le 11 juillet 2017, la Joe Gibbs Racing annonce qu'Erik Jones remplacera Matt Kenseth dans la voiture no 20.
- Le 26 juillet 2017, la Wood Brothers Racing annonce que Paul Menard remplacera Ryan Blaney dans la voiture no 21.
- Le 1er août 2017, la Stewart-Haas Racing annonce que Kurt Busch deviendra libre après avoir conduit leur voiture no 41 jusqu'en fin de saison 2017.
- Le 7 août 2017, la Hendrick Motorsports annonce que Kasey Kahne quittera la voiture no 5 à la fin de la saison 2017. Le 8 août 2017, on apprend que William Byron sera son remplaçant dans la no 24 renumérotée et qu'il entrera en compétition pour le titre de rookie de l'année.
- Le 19 septembre 2017, la Leavine Family Racing annonce que Kasey Kahne conduira la Chevrolet Camaro no 95 en remplacement de Michael McDowell.
- Le 12 septembre 2017, Danica Patrick déclare qu'elle n'évoluera pas au sein de la Stewart-Haas Racing en 2018. Plus tard, dans la journée, Richard Petty Motorsports déclare qu'Aric Almirola ne pilotera plus la no 43 en 2018 et le 25 octobre 2017 annonce que Darrell Wallace Jr. pilotera la no 43 entrant en compétition pour le titre de rookie de l'année.
- Le 25 septembre 2017, Derrike Cope annonce qu'il quittera la voiture no 55 de la Premium Motorsports pour piloter la no 00 de la nouvelle équipe StarCom Racing (en).
- Le 10 octobre 2017, la Front Row Motorsports déclare que Landon Cassill (en) ne reviendra pas pour conduire la no 34 en 2018. Son remplaçant n'est pas encore choisi. Leur voiture no 38 sera toujours pilotée par David Ragan.
- Le 8 novembre 2017, Stewart-Haas Racing annonce qu'en 2018, c'est Aric Almirola qui pilotera la Ford no 10 en remplacement de Danica Patrick.
- Le 15 novembre 2017, Danica Patrick annonce qu'elle va progressivement se retirer de la NASCAR. Elle devrait normalement participer au Daytona 500 (en NASCAR) et à l'Indy 500 (en IndyCar).
- Le 22 novembre 2017, l'écurie Rick Ware Racing déclare que leur voiture no 51 sera pilotée par Ray Black Jr. (en) lequel participera au classement Rookie de l'année. Cette écurie aura également une seconde voiture (la no 52) au nombre limité de courses. Le volant devrait être partagé entre les pilotes Cody Ware (en), Kyle Weatherman (en), B. J. McLeod (en) et John Graham[13].
- Le 30 janvier 2018, l'écurie StarCom Racing (en) signe Jeffrey Earnhardt (en) pour qu'il pilote leur Chevrolet no 00 toute la saison en remplacement de Derrike Cope. Celui-ci restera manager de l'écurie et pilotera la deuxième voiture plus tard en cours de saison.
- Le 5 février 2018, l'écurie TriStar Motorsports (en) annonce que Corey LaJoie partagera la no 72 avec Cole Whitt (en), la voiture étant sponsorisée par Schluter Systems. LaJoie avait conduit lors de la saison 2017 la no 23 et la no 83 de l'écurie BK Racing (en).

### Chefs d'équipe
- Jeremy Bullins passera de la Wood Brothers Racing no 21 à la Team Penske no 12 pour continuer à être le chef d'équipe de Ryan Blaney.
- Greg Erwin passera, en tant que chef d'équipage de Paul Menard, de la Team Penske no 22 évoluant en Xfinity Series, à la Wood Brothers Racing no 21 en Cup Series.
- Travis Mack, pour devenir le chef d'équipe de Kasey Kahne, passera du poste de chef de l'équipe de la no 88 d'Hendrick Motorsports à la no 95 de la Leavine Family Racing (en).
- Darian Grubb deviendra le chef d'équipe de la no 24 de la Hendrick Motorsports pilotée par William Byron. En 2017, Grubb était le chef d'équipe de Kasey Kahne lors des 9 dernières courses de la saison après le licenciement de Keith Rodden.
- Bootie Barker quitte fin de saison 2017 l'écurie de la no 13 pilotée par Ty Dillon au sein de la Germain Racing (en). Son remplaçant n'est pas encore connu.
- Jason Ratcliff reste au sein de la Joe Gibbs Racing mais quitte la Cup pour l'Xfinity Series pour s'occuper de la voiture no 20 conduite par Christopher Bell.
- Chris Gayle, qui dirigeait en 2017 la no 77 de l'écurie Furniture Row Racing, va suivre son pilote Erik Jones.
- Eddie Pardue rejoint l'écurie The Motorsports Group comme chef d'équipe. Il était celui de la voiture no 33 de l'écurie Circle Sport-The Motorsports Group jusqu'à ce que celle-ci n'éclate en deux fin de saison 2017.
- Le 15 décembre 2017, Tony Gibson déclare qu'il prend sa retraite. Johnny Klausmeier, qui était chef d'équipe pour la voiture no 41, le remplace et devient de facto le chef d'écurie d'Aric Almirola, tandis que Billy Scott passant de la voiture no 10 à la no 41 devient chef d'équipe pour Kurt Busch.
- Le 27 février 2018, l'écurie Go Fas Racing (en) annonce que Randy Cox les quitte.

### Manufacturiers
- Chevrolet utilisera un nouveau modèle de voiture pour cette saison. La production de la berline SS ayant été arrêtée en 2017, elle sera remplacée par la Camaro ZL1
- L'écurie MBM Motorsports (en) a acquis une ancienne Ford de l'écurie Richard Petty Motorsports et l'utilisera lors du Daytona 500 avec Mark Thompson (en) au volant. En 2017, cette écurie avait couru sur des voitures de marque Chevrolet et Toyota.
- Après avoir couru sur Chevrolet pendant la saison 2017, l'écurie Rick Ware Racing annonce qu'ils utiliseront trois marques de voiture pour celle de 2018.
- Le 7 décembre 2017, l'écurie Richard Petty Motorsports annonce qu'ils passeront de Ford à Chevrolet pour la saison 2018. ils avaient roulé en Ford de la saison 2010 à celle de 2017.

### Règlement
- Le 22 novembre 2017, la NASCAR annonce qu'elle a décidé de réduire à cinq le nombre de techniciens pouvant intervenir sur la ligne des stands (au-delà du mur de protection séparant les stands des aires d'arrêt des voitures). Cette décision a été prise pour promouvoir une meilleure concurrence par une parité accrue et pour accroître la sécurité. C'est en 2011 que le nombre de techniciens avait été modifié pour la dernière fois passant à l'époque de sept à six membres[14].
- En février 2018, la NASCAR annonce que la politique sur les dommages aux véhicules introduite en 2017 a été modifiée, après analyse des effets de la règle en 2017 et pour tenir compte de la réduction des membres d'équipage dans la ligne des stands. La longueur de la durée de réparation a été prolongée à six minutes. La pénalité pour avoir trop de membres d'équipage lors de réparations à la voiture a été réduite à une pénalité de deux tours (au lieu de l'exclusion). En outre, la durée de la première session de qualification sur les circuits courts ou intermédiaires a été réduite de 20 à 15 minutes[15].

## Calendrier 2018 et podium des courses[16]
En 2015, la NASCAR et 23 propriétaires de circuits signent un contrat de cinq ans (valable jusqu'en 2020) qui leur garanti d'accueillir chaque année des courses des catégories nationales de la NASCAR.
Malgré cet arrangement, la société Speedway Motorsports décide de transférer une de ses courses de Cup Series du circuit New Hampshire Motor Speedway vers le Las Vegas Motor Speedway afin que les courses des trois séries nationales de la NASCAR puissent s'y dérouler au cours du même week-end.
Le 27 juillet 2016, la société Daytona International Speedway annonce que la 60e édition du Daytona 500 se déroulera le 18 février 2018 soit une semaine plus tôt que de tradition.
À la suite de ces diverses dispositions, le calendrier 2018 subi quelques modifications par rapport à celui de 2017 :
- La course du printemps, l'AAA 400 Drive for Autism se déroulant sur le Dover International Speedway est avancé d'un mois et précède ainsi le Kansas 400 (sur le Kansas Speedway) et la All-Star Race et le Coca-Cola 600 (sur le Charlotte Motor Speedway).
- Le Daytona 500 ayant été avancé d'une semaine, le calendrier bénéficie d'une semlaine de repos supplémentaire laquelle a été placée en août après la course Bass Pro Shops NRA Night Race de Bristol. La course suivante sera le Bojangles' Southern 500 du 2 septembre laissant une trève de deux semaines permettant ainsi à la FOX de retransmetter l'US Open de golf[20].
- La course 25th Big Machine Brickyard 400 se déroulant sur l'Indianapolis Motor Speedway est déplacé au mois de septembre et devient la dernière course de la saison régulière.
- La nouvelle course Las Vegas 400 reçue par le Las Vegas Motor Speedway du New Hampshire Motor Speedway sera la première course des playoffs. Elle prend la place du Chicagoland 400 qui devient la 17e course de la saison régulière (au mois de juillet) juste avant le Coke Zero 400.
- La course Federated Auto Parts 400 de Richmond International Raceway est déplacée et devient le deuxième course du Round of 16.
- Le Bank of America 500 du Charlotte Motor Speedway est avancé d'une semaine et sera une course routière, la dernière du Round of 16.
- La course d'automne, le Dover 400, est reculée d'une semaine et devient la première course du Round of 12.

| N°                                          | Date         | Nom de la course                       | Circuit                                                  | Premier            | Second                      | Troisième                    | Pole position    | + tours en tête             | Marque    | Résumés                                 |
| ------------------------------------------- | ------------ | -------------------------------------- | -------------------------------------------------------- | ------------------ | --------------------------- | ---------------------------- | ---------------- | --------------------------- | --------- | --------------------------------------- |
| HC                                          | 11 février   | Clash Advance Auto Parts               | Daytona International Speedway, Daytona Beach, Floride   | Brad Keselowski    | Joey Logano                 | Kurt Busch                   | Austin Dillon    | Brad Keselowski             | Ford      | Clash 2018 (en)                         |
| HC                                          | 15 février   | Can-Am Duel 1                          | Daytona International Speedway, Daytona Beach, Floride   | Ryan Blaney        | Joey Logano                 | Darrell Wallace Jr. (en) (R) | Alex Bowman      | Joey Logano                 | Ford      | Can-Am Duels 2018 (en)                  |
| HC                                          | 15 février   | Can-Am Duel 2                          | Daytona International Speedway, Daytona Beach, Floride   | Chase Elliott      | Kevin Harvick               | Erik Jones                   | Denny Hamlin     | Chase Elliott               | Chevrolet | Can-Am Duels 2018 (en)                  |
| 1                                           | 18 février   | Daytona 500                            | Daytona International Speedway, Daytona Beach, Floride   | Austin Dillon      | Darrell Wallace Jr. (en)(R) | Denny Hamlin                 | Alex Bowman      | Ryan Blaney                 | Chevrolet | Daytona 500 2018 (en)                   |
| 2                                           | 25 février   | Folds of Honor QuikTrip 500            | Atlanta Motor Speedway, Hampton, Géorgie                 | Kevin Harvick      | Brad Keselowski             | Clint Bowyer                 | Kyle Busch       | Kevin Harvick               | Ford      | Folds of Honor QuikTrip 500 2018 (en)   |
| 3                                           | 4 mars       | Pennzoil 400                           | Las Vegas Motor Speedway, Las Vegas, Nevada              | Kevin Harvick      | Kyle Busch                  | Kyle Larson                  | Ryan Blaney      | Kevin Harvick               | Ford      | Penzoil 400 2018 (en)                   |
| 4                                           | 11 mars      | TicketGuardian 500                     | ISM Raceway, Pheonix, Avondale, Arizona                  | Kevin Harvick      | Kyle Busch                  | Chase Elliott                | Martin Truex Jr. | Kyle Busch                  | Ford      | TicketGuardian 500 2018 (en)            |
| 5                                           | 18 mars      | Auto Club 400                          | Auto Club Speedway, Fontana, Californie                  | Martin Truex Jr.   | Kyle Larson                 | Kyle Busch                   | Martin Truex Jr. | Martin Truex Jr.            | Toyota    | Auto Club 400 2018 (en)                 |
| 6                                           | 26 marsǂ     | STP 500                                | Martinsville Speedway, Ridgeway, Virginie                | Clint Bowyer       | Kyle Busch                  | Ryan Blaney                  | Martin Truex Jr. | Clint Bowyer                | Ford      | STP 500 2018 (en)                       |
| 7                                           | 8 avril      | O'Reilly Auto Parts 500                | Texas Motor Speedway, Fort Worth, Texas                  | Kyle Busch         | Kevin Harvick               | Jamie McMurray               | Kurt Busch       | Kyle Busch                  | Toyota    | O'Reilly Auto Parts 500 2018 (en)       |
| 8                                           | 15 avril     | Food City 500                          | Bristol Motor Speedway, Bristol, Tennessee               | Kyle Busch         | Kyle Larson                 | Jimmie Johnson               | Kyle Busch       | Kyle Larson                 | Toyota    | Food City 500 2018 (en)                 |
| 9                                           | 21 avril     | Toyota Owners 400                      | Richmond International Raceway, Richmond, Virginie       | Kyle Busch         | Chase Elliott               | Denny Hamlin                 | Martin Truex Jr. | Martin Truex Jr.            | Toyota    | Toyota Owners 400 2018 (en)             |
| 10                                          | 29 avril     | GEICO 500                              | Talladega Superspeedway, Lincoln, Alabama                | Joey Logano        | Kurt Busch                  | Chase Elliott                | Kevin Harvick    | Joey Logano                 | Ford      | GEICO 500 2018 (en)                     |
| 11                                          | 6 mai        | AAA 400 Drive for Autism               | Dover International Speedway, Dover, Delaware            | Kevin Harvick      | Clint Bowyer                | Daniel Suárez                | Kyle Larson      | Kevin Harvick               | Ford      | AAA 400 Drive for Autism 2018 (en)      |
| 12                                          | 12 mai       | KC Masterpiece 400                     | Kansas Speedway, Kansas City, Kansas                     | Kevin Harvick      | Martin Truex Jr.            | Joey Logano                  | Kevin Harvick    | Kyle Larson                 | Ford      | Kansas 400 2018 (en)                    |
| HC                                          | 19 mai       | Monster Energy Open                    | Charlotte Motor Speedway, Concord, Caroline du Nord      | A. J. Allmendinger | Erik Jones                  | Chase Elliott                | Aric Almirola    | Daniel Suárez               | Chevrolet | All-Star Race 2018 (en)                 |
| HC                                          | 19 mai       | Monster Energy NASCAR All-Star Race    | Charlotte Motor Speedway, Concord, Caroline du Nord      | Kevin Harvick      | Daniel Suárez               | Joey Logano                  | Matt Kenseth     | Kevin Harvick               | Ford      | All-Star Race 2018 (en)                 |
| 13                                          | 27 mai       | Coca-Cola 600                          | Charlotte Motor Speedway, Concord, Caroline du Nord      | Kyle Busch         | Martin Truex Jr.            | Denny Hamlin                 | Kyle Busch       | Kyle Busch                  | Toyota    | Coca-Cola 600 2018 (en)                 |
| 14                                          | 3 juin       | Pocono 400                             | Pocono Raceway, Long Pond, Pennsylvanie                  | Martin Truex Jr.   | Kyle Larson                 | Kyle Busch                   | Ryan Blaney      | Kevin Harvick               | Toyota    | Pocono 400 2018 (en)                    |
| 15                                          | 10 juin      | FireKeepers Casino 400                 | Michigan International Speedway, Brooklyn, Michigan      | Clint Bowyer       | Kevin Harvick               | Kurt Busch                   | Kurt Busch       | Kevin Harvick               | Ford      | FireKeepers Casino 400 2018 (en)        |
| 16                                          | 24 juin      | Toyota/Save Mart 350                   | Sonoma Raceway, Sonoma, Californie                       | Martin Truex Jr.   | Kevin Harvick               | Clint Bowyer                 | Kyle Larson      | Martin Truex Jr.            | Toyota    | Toyota/Save Mart 350 2018 (en)          |
| 17                                          | 30 juin      | Overton's 400                          | Chicagoland Speedway, Joliet, Illinois                   | Kyle Busch         | Kyle Larson                 | Kevin Harvick                | Paul Menard      | Aric Almirola               | Toyota    | Overton's 400 2018 (en)                 |
| 18                                          | 7 juillet    | Coke Zero Sugar 400                    | Daytona International Speedway, Daytona Beach, Floride   | Erik Jones         | Martin Truex Jr.            | A. J. Allmendinger           | Chase Elliott    | Ricky Stenhouse Jr.         | Toyota    | Coke Zero Sugar 400 20185 (en)          |
| 19                                          | 14 juillet   | Quaker State 400                       | Kentucky Speedway, Sparta, Kentucky                      | Martin Truex Jr.   | Ryan Blaney                 | Brad Keselowski              | Martin Truex Jr. | Martin Truex Jr.            | Toyota    | Quaker State 400 20185 (en)             |
| 20                                          | 22 juillet   | Foxwoods Resort Casino 301             | New Hampshire Motor Speedway, Loudon, New Hampshire      | Kevin Harvick      | Kyle Busch                  | Aric Almirola                | Kurt Busch       | Kurt Busch                  | Ford      | Foxwoods Resort Casino 301 2018 (en)    |
| 21                                          | 29 juillet   | Gander Outdoors 400                    | Pocono Raceway, Long Pond, Pennsylvanie                  | Kyle Busch         | Daniel Suárez               | Alex Bowman                  | Daniel Suárez    | Kyle Busch                  | Toyota    | Gander Outdoors 400 2018 (en)           |
| 22                                          | 5 août       | Go Bowling at The Glen                 | Watkins Glen International, Watkins Glen, New York       | Chase Elliott      | Martin Truex Jr.            | Kyle Busch                   | Denny Hamlin     | Chase Elliott               | Chevrolet | Go Bowling at The Glen 2018 (en)        |
| 23                                          | 12 août      | Consumers Energy 400                   | Michigan International Speedway, Brooklyn, Michigan      | Kevin Harvick      | Brad Keselowski             | Kyle Busch                   | Denny Hamlin     | Kevin Harvick               | Ford      | Consumers Energy 400 2018 (en)          |
| 24                                          | 18 août      | Bass Pro Shops NRA Night Race          | Bristol Motor Speedway, Bristol, Tennessee               | Kurt Busch         | Kyle Larson                 | Chase Elliott                | Kyle Larson      | Ryan Blaney                 | Ford      | Bass Pro Shops NRA Night Race 2018 (en) |
| 25                                          | 2 septembre  | Bojangles' Southern 500                | Darlington Raceway, Darlington, Caroline du Sud          | Brad Keselowski    | Joey Logano                 | Kyle Larson                  | Denny Hamlin     | Kyle Larson                 | Ford      | Bojangles' Southern 500 2018 (en)       |
| 26                                          | 9 septembre  | Big Machine Vodka 400 at the Brickyard | Indianapolis Motor Speedway, Speedway (Indiana), Indiana | Brad Keselowski    | Erik Jones                  | Denny Hamlin                 | Kyle Busch       | Denny Hamlin [ Clint Bowyer | Ford      | Brickyard 400 2018 (en)                 |
| N°                                          | Date         | Nom de la course                       | Circuit                                                  | Premier            | Second                      | Troisième                    | Pole position    | + tours en tête             | Marque    | Résumés                                 |
| Séries éliminatoires - 16 pilotes impliqués |              |                                        |                                                          |                    |                             |                              |                  |                             |           |                                         |
| 27                                          | 16 septembre | South Point 400                        | Las Vegas Motor Speedway, Las Vegas, Nevada              | Brad Keselowski    | Kyle Larson                 | Martin Truex Jr.             | Erik Jones       | Martin Truex Jr.            | Ford      | South Point 400 2018 (en)               |
| 28                                          | 22 septembre | Federated Auto Parts 400               | Richmond International Raceway, Richmond, Virginie       | Kyle Busch         | Kevin Harvick               | Martin Truex Jr.             | Kevin Harvick    | Martin Truex Jr.            | Toyota    | Federated Auto Parts 400 2018 (en)      |
| 29                                          | 30 septembre | Bank of America Roval 500              | Charlotte Motor Speedway, Concord, Caroline du Nord      | Ryan Blaney        | Jamie McMurray              | Clint Bowyer                 | Kurt Busch       | Ryan Blaney                 | Ford      | Bank of America Roval 400 2018 (en)     |
| Séries éliminatoires - 12 pilotes impliqués |              |                                        |                                                          |                    |                             |                              |                  |                             |           |                                         |
| 30                                          | 7 octobre    | Dover 400                              | Dover International Speedway, Dover, Delaware            | Chase Elliott      | Denny Hamlin                | Joey Logano                  | Kyle Busch       | Kevin Harvick               | Chevrolet | Dover 400 2018 (en)                     |
| 31                                          | 14 octobre   | 1000Bulbs.com                          | Talladega Superspeedway, Lincoln, Alabama                | Aric Almirola      | Clint Bowyer                | Ricky Stenhouse Jr.          | Kurt Busch       | Kurt Busch                  | Ford      | 1000Bulbs.com 500 2018 (en)             |
| 32                                          | 21 octobre   | Hollywood Casino 400                   | Kansas Speedway, Kansas City, Kansas                     | Chase Elliott      | Kyle Busch                  | Kyle Larson                  | Joey Logano      | Joey Logano                 | Chevrolet | Hollywood Casino 400 2018 (en)          |
| Séries éliminatoires - 8 pilotes impliqués  |              |                                        |                                                          |                    |                             |                              |                  |                             |           |                                         |
| 33                                          | 28 octobre   | First Data 500                         | Martinsville Speedway, Ridgeway, Virginie                | Joey Logano        | Denny Hamlin                | Martin Truex Jr.             | Kyle Busch       |                             | Ford      | First Data 500 2018 (en)                |
| 34                                          | 4 novembre   | AAA Texas 500                          | Texas Motor Speedway, Fort Worth, Texas                  | Kevin Harvick      | Ryan Blaney                 | Joey Logano                  | Ryan Blaney      | Kevin Harvick               | Ford      | AAA Texas 500 2018 (en)                 |
| 35                                          | 11 novembre  | Can-Am 500                             | ISM Raceway, Avondale, Arizona                           | Kyle Busch         | Brad Keselowski             | Kyle Larson                  | Kevin Harvick    | Kyle Busch                  | Toyota    | Can-Am 500 2018 (en)                    |
| Finale - 4 pilotes impliqués                |              |                                        |                                                          |                    |                             |                              |                  |                             |           |                                         |
| 36                                          | 18 novembre  | Ford EcoBoost 400                      | Homestead-Miami Speedway, Homestead, Floride             | Joey Logano        | Martin Truex Jr.            | Kevin Harvick                | Denny Hamlin     | Joey Logano                 | Ford      | Ford EcoBoost 400 2018 (en)             |
| N°                                          | Date         | Nom de la course                       | Circuit                                                  | Premier            | Second                      | Troisième                    | Pole position    | + tours en tête             | Marque    | Résumés                                 |

ǂ : Course reportée du dimanche au lundi à cause des mauvaises conditions météorologiques (neige).

## Les quatre premiers de 2018

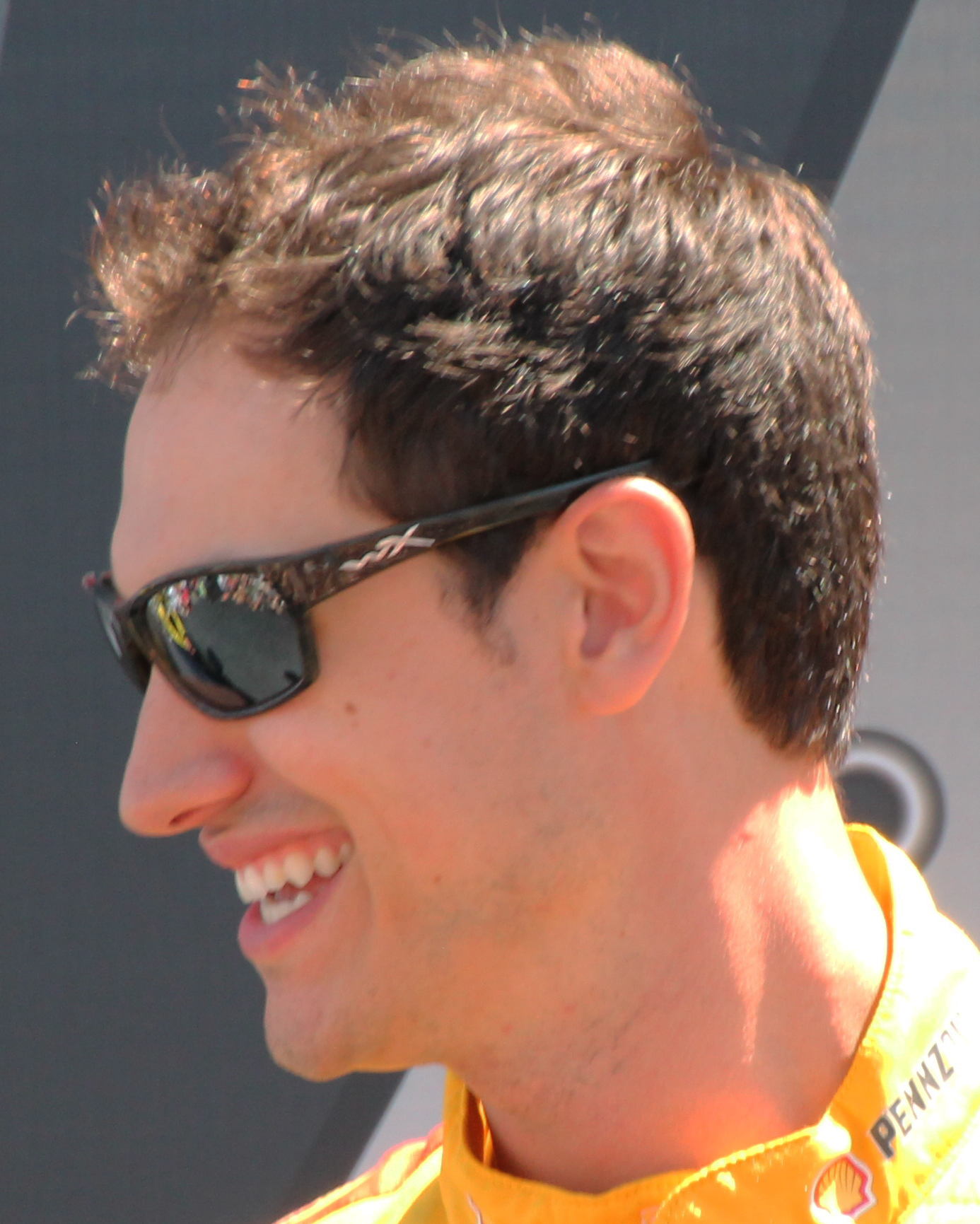
Joey Logano vainqueur de la Monster Energy Cup Series 2018
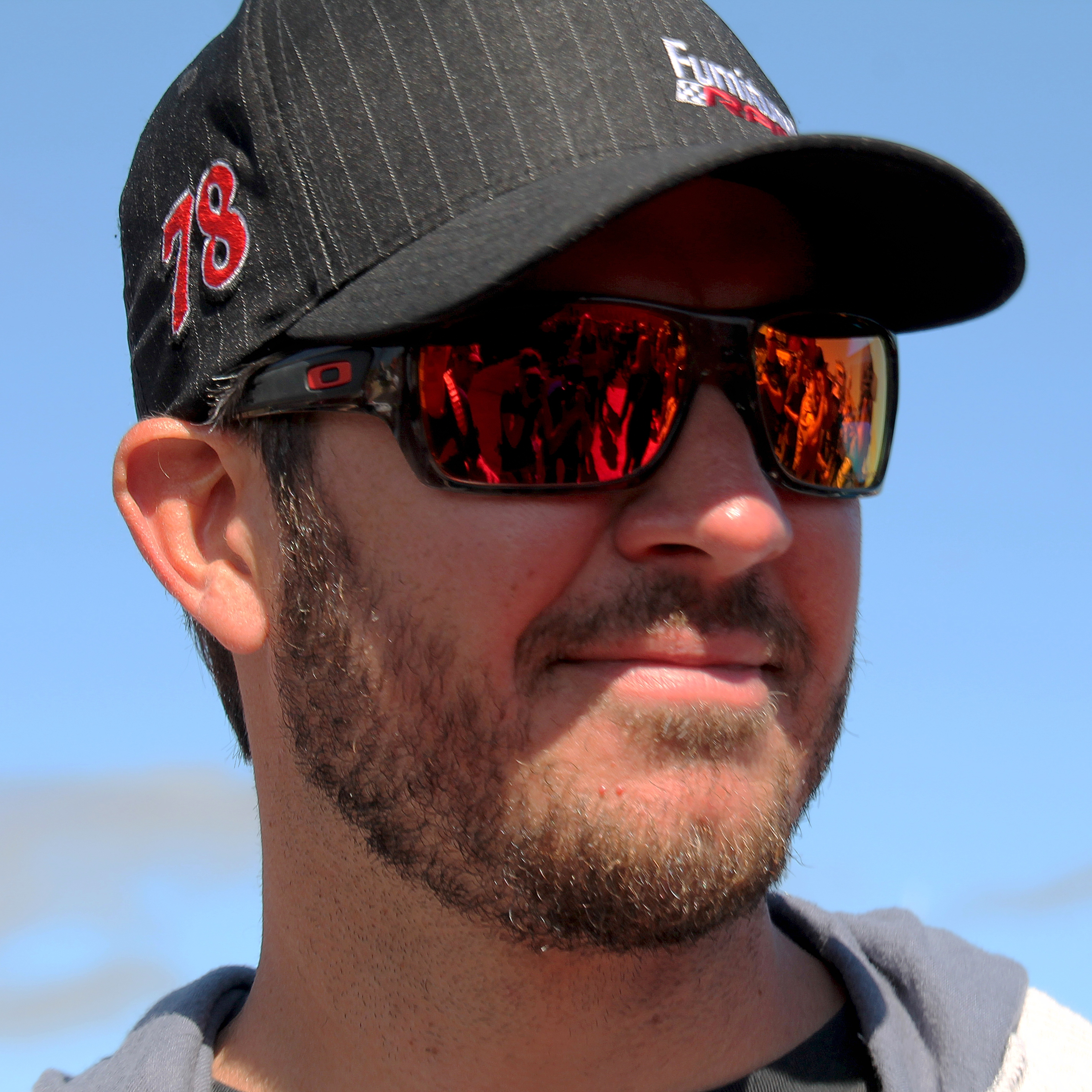
Martin Truex Jr., second à 5 points derrière Joey Logano
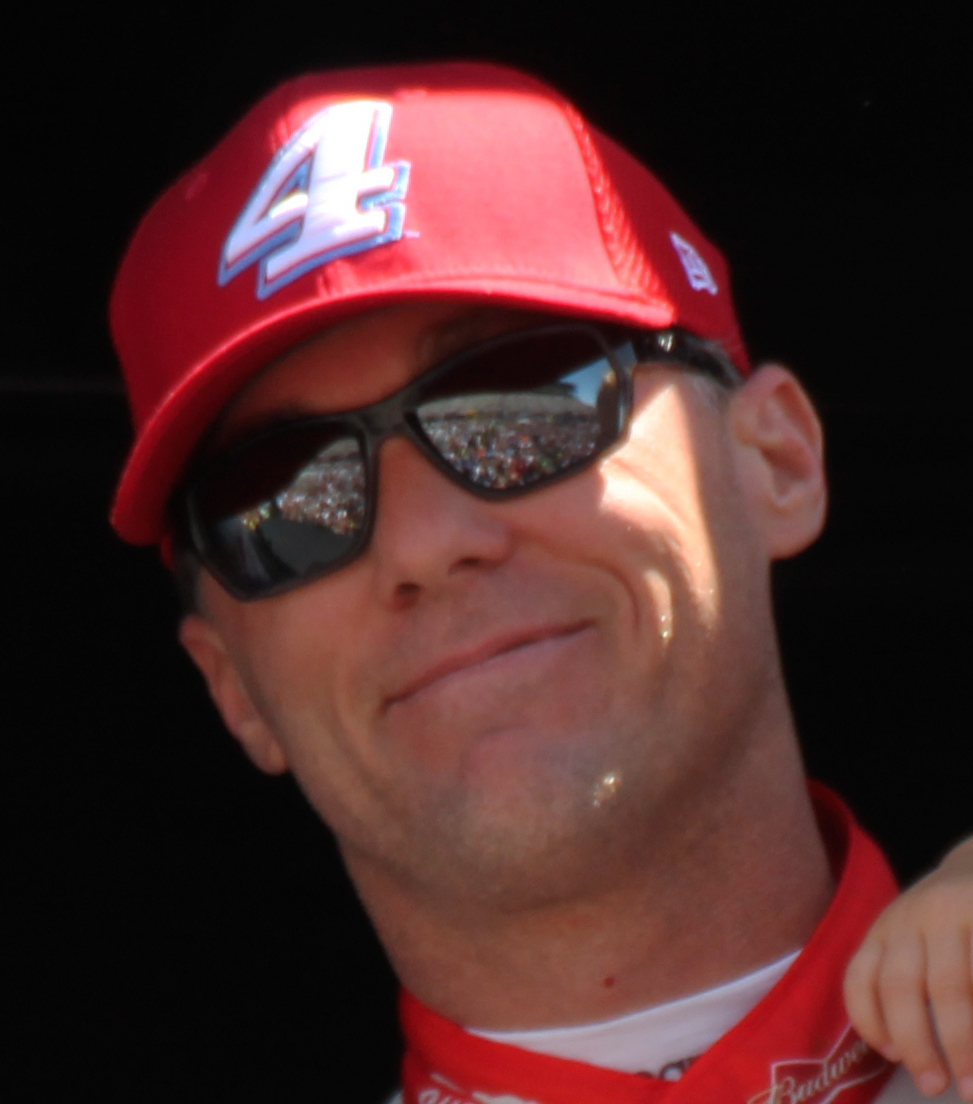
Kevin Harvick, troisième à 6 points de Joey Logano
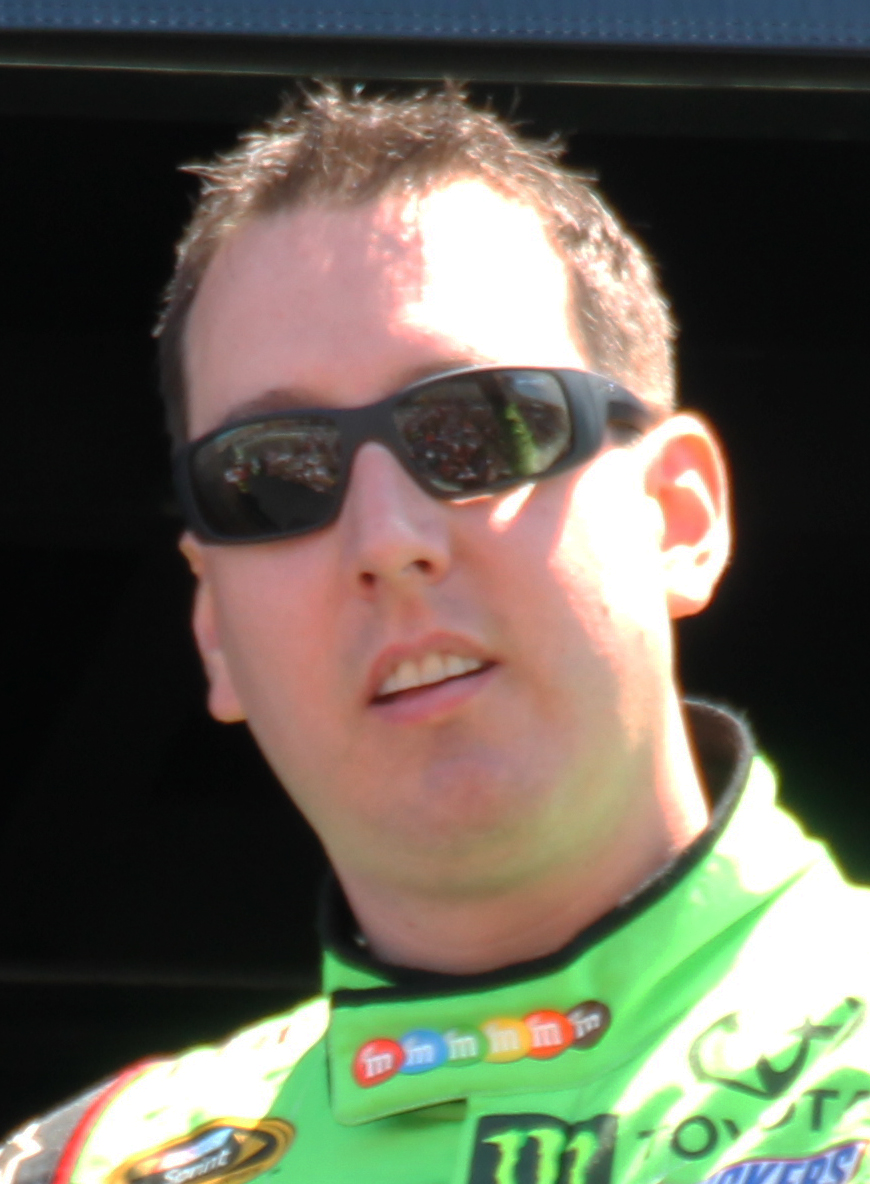
Kyle Busch, quatrième à 7 points de Joey Logano

## Classements du championnat[21]

### Classement des pilotes
| Couleurs | Résultats                           |
| -------- | ----------------------------------- |
| Or       | Vainqueur                           |
| Argent   | Classé entre la 2e et la 5e place   |
| Bronze   | Classé entre la 6e et la 10e place  |
| Vert     | Classé entre la 11e et la 20e place |
| Bleu     | Classé 21e ou pire                  |

| Couleurs | Résultats                                              |
| -------- | ------------------------------------------------------ |
| Violet   | N'a pas fini (DNF)                                     |
| Noir     | Disqualifié (DSQ)                                      |
| Rose     | Non qualifié (DNQ)                                     |
| Brun     | Abandonné la course (Wth)                              |
| Blanc    | Qualifié pour un autre pilote (QL)                     |
| Blanc    | Qualifié mais remplacé à la suite d'une blessure (INQ) |

| Abréviations | Significations    |
| ------------ | ----------------- |
| (R)          | Rookie            |
| DNP          | N'a pas participé |
| INJ          | Blessé ou malade  |
| EX           | Exclu             |
| DNA          | N'est pas arrivé  |

  – Gras = pole position – *= pilote ayant le plus mené lors de la course.

. = Éliminé après le Challenger Round (Round of 16)
. = Éliminé après le Contender Round (Round of 12)
. = Éliminé après l'Eliminator Round (Round of 8)
| Pilotes se disputant le titre de Champion de la Nascar Monster Energy Cup 2018              | Pilotes se disputant le titre de Champion de la Nascar Monster Energy Cup 2018 | Pilotes se disputant le titre de Champion de la Nascar Monster Energy Cup 2018 | Pilotes se disputant le titre de Champion de la Nascar Monster Energy Cup 2018 | Pilotes se disputant le titre de Champion de la Nascar Monster Energy Cup 2018 | Pilotes se disputant le titre de Champion de la Nascar Monster Energy Cup 2018 | Pilotes se disputant le titre de Champion de la Nascar Monster Energy Cup 2018 | Pilotes se disputant le titre de Champion de la Nascar Monster Energy Cup 2018 | Pilotes se disputant le titre de Champion de la Nascar Monster Energy Cup 2018 | Pilotes se disputant le titre de Champion de la Nascar Monster Energy Cup 2018 | Pilotes se disputant le titre de Champion de la Nascar Monster Energy Cup 2018 | Pilotes se disputant le titre de Champion de la Nascar Monster Energy Cup 2018 | Pilotes se disputant le titre de Champion de la Nascar Monster Energy Cup 2018 | Pilotes se disputant le titre de Champion de la Nascar Monster Energy Cup 2018 | Pilotes se disputant le titre de Champion de la Nascar Monster Energy Cup 2018 | Pilotes se disputant le titre de Champion de la Nascar Monster Energy Cup 2018 | Pilotes se disputant le titre de Champion de la Nascar Monster Energy Cup 2018 | Pilotes se disputant le titre de Champion de la Nascar Monster Energy Cup 2018 | Pilotes se disputant le titre de Champion de la Nascar Monster Energy Cup 2018 | Pilotes se disputant le titre de Champion de la Nascar Monster Energy Cup 2018 | Pilotes se disputant le titre de Champion de la Nascar Monster Energy Cup 2018 | Pilotes se disputant le titre de Champion de la Nascar Monster Energy Cup 2018 | Pilotes se disputant le titre de Champion de la Nascar Monster Energy Cup 2018 | Pilotes se disputant le titre de Champion de la Nascar Monster Energy Cup 2018 | Pilotes se disputant le titre de Champion de la Nascar Monster Energy Cup 2018 | Pilotes se disputant le titre de Champion de la Nascar Monster Energy Cup 2018 | Pilotes se disputant le titre de Champion de la Nascar Monster Energy Cup 2018 | Pilotes se disputant le titre de Champion de la Nascar Monster Energy Cup 2018 | Pilotes se disputant le titre de Champion de la Nascar Monster Energy Cup 2018 | Pilotes se disputant le titre de Champion de la Nascar Monster Energy Cup 2018 | Pilotes se disputant le titre de Champion de la Nascar Monster Energy Cup 2018 | Pilotes se disputant le titre de Champion de la Nascar Monster Energy Cup 2018 | Pilotes se disputant le titre de Champion de la Nascar Monster Energy Cup 2018 | Pilotes se disputant le titre de Champion de la Nascar Monster Energy Cup 2018 | Pilotes se disputant le titre de Champion de la Nascar Monster Energy Cup 2018 | Pilotes se disputant le titre de Champion de la Nascar Monster Energy Cup 2018 | Pilotes se disputant le titre de Champion de la Nascar Monster Energy Cup 2018 | Pilotes se disputant le titre de Champion de la Nascar Monster Energy Cup 2018 | Pilotes se disputant le titre de Champion de la Nascar Monster Energy Cup 2018 | Pilotes se disputant le titre de Champion de la Nascar Monster Energy Cup 2018 | Pilotes se disputant le titre de Champion de la Nascar Monster Energy Cup 2018 | Pilotes se disputant le titre de Champion de la Nascar Monster Energy Cup 2018 | Pilotes se disputant le titre de Champion de la Nascar Monster Energy Cup 2018 | Pilotes se disputant le titre de Champion de la Nascar Monster Energy Cup 2018 | Pilotes se disputant le titre de Champion de la Nascar Monster Energy Cup 2018 | Pilotes se disputant le titre de Champion de la Nascar Monster Energy Cup 2018 |
| Pos.                                                                                        | Pilote                                                                         | Pts                                                                            | Seg                                                                            | Bonus                                                                          |                                                                                | DAY                                                                            | ATL                                                                            | LAS                                                                            | ISM                                                                            | FON                                                                            | MAR                                                                            | TEX                                                                            | BRI                                                                            | RCH                                                                            | TAL                                                                            | DOV                                                                            | KAN                                                                            | CHA                                                                            | POC                                                                            | MCH                                                                            | SON                                                                            | CHI                                                                            | DAY                                                                            | KEN                                                                            | NHA                                                                            | POC                                                                            | GLN                                                                            | MCH                                                                            | BRI                                                                            | DAR                                                                            | IND                                                                            |                                                                                | LAS                                                                            | RIC                                                                            | CHA                                                                            |                                                                                | DOV                                                                            | TAL                                                                            | KAN                                                                            |                                                                                | MAR                                                                            | TEX                                                                            | PHO                                                                            |                                                                                | HOM                                                                            |
| ------------------------------------------------------------------------------------------- | ------------------------------------------------------------------------------ | ------------------------------------------------------------------------------ | ------------------------------------------------------------------------------ | ------------------------------------------------------------------------------ | ------------------------------------------------------------------------------ | ------------------------------------------------------------------------------ | ------------------------------------------------------------------------------ | ------------------------------------------------------------------------------ | ------------------------------------------------------------------------------ | ------------------------------------------------------------------------------ | ------------------------------------------------------------------------------ | ------------------------------------------------------------------------------ | ------------------------------------------------------------------------------ | ------------------------------------------------------------------------------ | ------------------------------------------------------------------------------ | ------------------------------------------------------------------------------ | ------------------------------------------------------------------------------ | ------------------------------------------------------------------------------ | ------------------------------------------------------------------------------ | ------------------------------------------------------------------------------ | ------------------------------------------------------------------------------ | ------------------------------------------------------------------------------ | ------------------------------------------------------------------------------ | ------------------------------------------------------------------------------ | ------------------------------------------------------------------------------ | ------------------------------------------------------------------------------ | ------------------------------------------------------------------------------ | ------------------------------------------------------------------------------ | ------------------------------------------------------------------------------ | ------------------------------------------------------------------------------ | ------------------------------------------------------------------------------ | ------------------------------------------------------------------------------ | ------------------------------------------------------------------------------ | ------------------------------------------------------------------------------ | ------------------------------------------------------------------------------ | ------------------------------------------------------------------------------ | ------------------------------------------------------------------------------ | ------------------------------------------------------------------------------ | ------------------------------------------------------------------------------ | ------------------------------------------------------------------------------ | ------------------------------------------------------------------------------ | ------------------------------------------------------------------------------ | ------------------------------------------------------------------------------ | ------------------------------------------------------------------------------ | ------------------------------------------------------------------------------ |
| 1                                                                                           | Joey Logano                                                                    | 5040                                                                           | -                                                                              | 155                                                                            | 4                                                                              | 6                                                                              | 7                                                                              | 19                                                                             | 5                                                                              | 6                                                                              | 6                                                                              | 9                                                                              | 4 12                                                                           | 1 *                                                                            | 13                                                                             | 3                                                                              | 22                                                                             | 9                                                                              | 7                                                                              | 19                                                                             | 8                                                                              | 38                                                                             | 10                                                                             | 9                                                                              | 26                                                                             | 37                                                                             | 10                                                                             | 4 2                                                                            | 2                                                                              | 13                                                                             | 4                                                                              | 14                                                                             | 10                                                                             | 3                                                                              | 5                                                                              | 8 *1                                                                           | 1 -2                                                                           | 3                                                                              | 37                                                                             | 1 *                                                                            |                                                                                |                                                                                |                                                                                |                                                                                |                                                                                |
| 2                                                                                           | Martin Truex Jr.                                                               | 5035                                                                           | -                                                                              | 383                                                                            | 18                                                                             | 5                                                                              | 4                                                                              | 5                                                                              | 1*12                                                                           | 4                                                                              | 37                                                                             | 30                                                                             | 14 *                                                                           | 28                                                                             | 4                                                                              | 2                                                                              | 2                                                                              | 1 1                                                                            | 18                                                                             | 1 *                                                                            | 4                                                                              | 2                                                                              | 1 *12                                                                          | 4 1                                                                            | 15                                                                             | 2 1                                                                            | 14                                                                             | 30                                                                             | 11                                                                             | 40                                                                             | 3 *1                                                                           | 3 *12                                                                          | 14                                                                             | 15                                                                             | 23                                                                             | 5                                                                              | 3                                                                              | 9                                                                              | 14                                                                             | 2                                                                              |                                                                                |                                                                                |                                                                                |                                                                                |                                                                                |
| 3                                                                                           | Kevin Harvick                                                                  | 5034                                                                           | -                                                                              | 542                                                                            | 31                                                                             | 1 *1                                                                           | 1*12                                                                           | 1                                                                              | 35                                                                             | 5                                                                              | 2 1                                                                            | 7                                                                              | 5                                                                              | 4                                                                              | 1 *12                                                                          | 1                                                                              | 40                                                                             | 4 *2                                                                           | 2 *2                                                                           | 2                                                                              | 3 2                                                                            | 19                                                                             | 5                                                                              | 1                                                                              | 4 2                                                                            | 10                                                                             | 1 *12                                                                          | 10                                                                             | 4                                                                              | 4                                                                              | 39                                                                             | 2                                                                              | 9                                                                              | 6 *12                                                                          | 28 2                                                                           | 12 2                                                                           | 10                                                                             | 1 *12                                                                          | 5                                                                              | 3 1                                                                            |                                                                                |                                                                                |                                                                                |                                                                                |                                                                                |
| 4                                                                                           | Kyle Busch                                                                     | 5033                                                                           | -                                                                              | 551                                                                            | 25                                                                             | 7                                                                              | 2                                                                              | 2 *1                                                                           | 3                                                                              | 2                                                                              | 1 *2                                                                           | 1                                                                              | 1                                                                              | 13                                                                             | 35                                                                             | 10                                                                             | 1 *123                                                                         | 3                                                                              | 4                                                                              | 5                                                                              | 1                                                                              | 33                                                                             | 4                                                                              | 2                                                                              | 1 *                                                                            | 3                                                                              | 3                                                                              | 20                                                                             | 7                                                                              | 8                                                                              | 7                                                                              | 1                                                                              | 32                                                                             | 8                                                                              | 26                                                                             | 2                                                                              | 4                                                                              | 17                                                                             | 1 *2                                                                           | 4                                                                              |                                                                                |                                                                                |                                                                                |                                                                                |                                                                                |
| Pilotes ne pouvant plus prétendre au titre de Champion de la Nascar Monster Energy Cup 2018 |                                                                                |                                                                                |                                                                                |                                                                                |                                                                                |                                                                                |                                                                                |                                                                                |                                                                                |                                                                                |                                                                                |                                                                                |                                                                                |                                                                                |                                                                                |                                                                                |                                                                                |                                                                                |                                                                                |                                                                                |                                                                                |                                                                                |                                                                                |                                                                                |                                                                                |                                                                                |                                                                                |                                                                                |                                                                                |                                                                                |                                                                                |                                                                                |                                                                                |                                                                                |                                                                                |                                                                                |                                                                                |                                                                                |                                                                                |                                                                                |                                                                                |                                                                                |                                                                                |                                                                                |                                                                                |
| Pos.                                                                                        | Pilote                                                                         | Pts                                                                            | Seg                                                                            | Bonus                                                                          |                                                                                | DAY                                                                            | ATL                                                                            | LAS                                                                            | ISM                                                                            | FON                                                                            | MAR                                                                            | TEX                                                                            | BRI                                                                            | RCH                                                                            | TAL                                                                            | DOV                                                                            | KAN                                                                            | CHA                                                                            | POC                                                                            | MCH                                                                            | SON                                                                            | CHI                                                                            | DAY                                                                            | KEN                                                                            | NHA                                                                            | POC                                                                            | GLN                                                                            | MCH                                                                            | BRI                                                                            | DAR                                                                            | IND                                                                            |                                                                                | LAS                                                                            | RIC                                                                            | CHA                                                                            |                                                                                | DOV                                                                            | TAL                                                                            | KAN                                                                            |                                                                                | MAR                                                                            | TEX                                                                            | PHO                                                                            |                                                                                | HOM                                                                            |
| 5                                                                                           | Aric Almirola                                                                  | 2354                                                                           | 60                                                                             | 6                                                                              | 11                                                                             | 13                                                                             | 10                                                                             | 7                                                                              | 12                                                                             | 14                                                                             | 32                                                                             | 6                                                                              | 17                                                                             | 7                                                                              | 11                                                                             | 9                                                                              | 13                                                                             | 7                                                                              | 11                                                                             | 8                                                                              | 25 *1                                                                          | 27                                                                             | 8                                                                              | 3                                                                              | 25                                                                             | 22                                                                             | 7                                                                              | 31                                                                             | 14                                                                             | 23                                                                             | 6                                                                              | 5                                                                              | 19                                                                             | 13                                                                             | 1                                                                              | 10                                                                             | 11                                                                             | 8                                                                              | 4                                                                              | 9                                                                              |                                                                                |                                                                                |                                                                                |                                                                                |                                                                                |
| 6                                                                                           | Chase Elliott                                                                  | 2350                                                                           | 74                                                                             | 18                                                                             | 33                                                                             | 10                                                                             | 34                                                                             | 3                                                                              | 16                                                                             | 9                                                                              | 11                                                                             | 29                                                                             | 2                                                                              | 3                                                                              | 12                                                                             | 12                                                                             | 11                                                                             | 10                                                                             | 9                                                                              | 4                                                                              | 19                                                                             | 34                                                                             | 13                                                                             | 5 2                                                                            | 7 1                                                                            | 1 *2                                                                           | 9                                                                              | 3                                                                              | 5                                                                              | 15                                                                             | 36                                                                             | 4                                                                              | 6                                                                              | 1                                                                              | 31                                                                             | 1                                                                              | 7                                                                              | 6                                                                              | 23 1                                                                           | 7                                                                              |                                                                                |                                                                                |                                                                                |                                                                                |                                                                                |
| 7                                                                                           | Kurt Busch                                                                     | 2350                                                                           | 101                                                                            | 154                                                                            | 261                                                                            | 8                                                                              | 34                                                                             | 10 2                                                                           | 14                                                                             | 11                                                                             | 7                                                                              | 22                                                                             | 11                                                                             | 2                                                                              | 5                                                                              | 8                                                                              | 8                                                                              | 19                                                                             | 3                                                                              | 6                                                                              | 17                                                                             | 37                                                                             | 6                                                                              | 8 *                                                                            | 9                                                                              | 9                                                                              | 6                                                                              | 1                                                                              | 6                                                                              | 6                                                                              | 21                                                                             | 18                                                                             | 5                                                                              | 5                                                                              | 14 *1                                                                          | 18                                                                             | 6                                                                              | 7                                                                              | 32                                                                             | 10                                                                             |                                                                                |                                                                                |                                                                                |                                                                                |                                                                                |
| 8                                                                                           | Brad Keselowski                                                                | 2343                                                                           | 56                                                                             | 256                                                                            | 32                                                                             | 2 2                                                                            | 6                                                                              | 15                                                                             | 4                                                                              | 10                                                                             | 33                                                                             | 23 12                                                                          | 8                                                                              | 31 1                                                                           | 6                                                                              | 14                                                                             | 4                                                                              | 5                                                                              | 6                                                                              | 13                                                                             | 9                                                                              | 36                                                                             | 3                                                                              | 32                                                                             | 38                                                                             | 17                                                                             | 2                                                                              | 16                                                                             | 1                                                                              | 1                                                                              | 1 2                                                                            | 9                                                                              | 31                                                                             | 14                                                                             | 27                                                                             | 6                                                                              | 5                                                                              | 12                                                                             | 2                                                                              | 5                                                                              |                                                                                |                                                                                |                                                                                |                                                                                |                                                                                |
| 9                                                                                           | Kyle Larson                                                                    | 2299                                                                           | 50                                                                             | 68                                                                             | 19                                                                             | 9                                                                              | 3                                                                              | 18                                                                             | 2                                                                              | 16                                                                             | 36                                                                             | 2 *                                                                            | 7                                                                              | 40                                                                             | 10                                                                             | 4*2                                                                            | 7                                                                              | 2                                                                              | 28                                                                             | 14                                                                             | 2                                                                              | 29                                                                             | 9                                                                              | 12                                                                             | 23                                                                             | 6                                                                              | 17                                                                             | 2                                                                              | 3 *12                                                                          | 14                                                                             | 2                                                                              | 7                                                                              | 25 *1                                                                          | 12                                                                             | 11                                                                             | 3                                                                              | 37                                                                             | 5                                                                              | 3                                                                              | 13 2                                                                           |                                                                                |                                                                                |                                                                                |                                                                                |                                                                                |
| 10                                                                                          | Ryan Blaney                                                                    | 2298                                                                           | 76                                                                             | 139                                                                            | 7 *2                                                                           | 12                                                                             | 5                                                                              | 16                                                                             | 8                                                                              | 3 2                                                                            | 5                                                                              | 35                                                                             | 22                                                                             | 18                                                                             | 8                                                                              | 371                                                                            | 36                                                                             | 6                                                                              | 8 1                                                                            | 34                                                                             | 18                                                                             | 40                                                                             | 2                                                                              | 7                                                                              | 12                                                                             | 12                                                                             | 5                                                                              | 7 *1                                                                           | 15                                                                             | 11                                                                             | 5                                                                              | 19                                                                             | 1 2                                                                            | 11                                                                             | 29                                                                             | 7                                                                              | 20                                                                             | 2                                                                              | 34                                                                             | 17                                                                             |                                                                                |                                                                                |                                                                                |                                                                                |                                                                                |
| 11                                                                                          | Denny Hamlin                                                                   | 2285                                                                           | 49                                                                             | 310                                                                            | 3                                                                              | 4                                                                              | 17                                                                             | 4                                                                              | 6                                                                              | 12 1                                                                           | 34                                                                             | 14                                                                             | 3                                                                              | 14                                                                             | 7                                                                              | 5                                                                              | 3                                                                              | 35                                                                             | 12                                                                             | 10 2                                                                           | 7                                                                              | 36                                                                             | 16                                                                             | 13                                                                             | 10                                                                             | 13                                                                             | 8                                                                              | 14                                                                             | 10                                                                             | 3 *                                                                            | 32                                                                             | 16                                                                             | 12                                                                             | 2                                                                              | 4                                                                              | 14                                                                             | 2 1                                                                            | 30                                                                             | 13                                                                             | 12                                                                             |                                                                                |                                                                                |                                                                                |                                                                                |                                                                                |
| 12                                                                                          | Clint Bowyer                                                                   | 2272                                                                           | 63                                                                             | 157                                                                            | 15                                                                             | 3                                                                              | 18                                                                             | 6                                                                              | 11                                                                             | 1*                                                                             | 9                                                                              | 8                                                                              | 9                                                                              | 31                                                                             | 2                                                                              | 15                                                                             | 12                                                                             | 20                                                                             | 1                                                                              | 3                                                                              | 5                                                                              | 22                                                                             | 12                                                                             | 35                                                                             | 11                                                                             | 11                                                                             | 12                                                                             | 6                                                                              | 36                                                                             | 5 *1                                                                           | 23                                                                             | 10                                                                             | 3                                                                              | 35                                                                             | 2                                                                              | 13                                                                             | 21                                                                             | 26                                                                             | 35                                                                             | 8                                                                              |                                                                                |                                                                                |                                                                                |                                                                                |                                                                                |
| 13                                                                                          | Austin Dillon                                                                  | 2245                                                                           | 17                                                                             | 5                                                                              | 1                                                                              | 14                                                                             | 13                                                                             | 17                                                                             | 10                                                                             | 30                                                                             | 26                                                                             | 15                                                                             | 15                                                                             | 35                                                                             | 26                                                                             | 17                                                                             | 34                                                                             | 12                                                                             | 14                                                                             | 16                                                                             | 37                                                                             | 9                                                                              | 22                                                                             | 21                                                                             | 13                                                                             | 27                                                                             | 4                                                                              | 13                                                                             | 16                                                                             | 22                                                                             | 11                                                                             | 6                                                                              | 39                                                                             | 7                                                                              | 17                                                                             | 11                                                                             | 30                                                                             | 10                                                                             | 8                                                                              | 11                                                                             |                                                                                |                                                                                |                                                                                |                                                                                |                                                                                |
| 14                                                                                          | Jimmie Johnson                                                                 | 2242                                                                           | 26                                                                             | -                                                                              | 38                                                                             | 27                                                                             | 12                                                                             | 14                                                                             | 9                                                                              | 15                                                                             | 35                                                                             | 3                                                                              | 6                                                                              | 12                                                                             | 9                                                                              | 19                                                                             | 5                                                                              | 8                                                                              | 20                                                                             | 11                                                                             | 14                                                                             | 23                                                                             | 14                                                                             | 10                                                                             | 17                                                                             | 30                                                                             | 28                                                                             | 9                                                                              | 39                                                                             | 16                                                                             | 22                                                                             | 8                                                                              | 8                                                                              | 36                                                                             | 7                                                                              | 22                                                                             | 12                                                                             | 15                                                                             | 15                                                                             | 14                                                                             |                                                                                |                                                                                |                                                                                |                                                                                |                                                                                |
| 15                                                                                          | Erik Jones                                                                     | 2220                                                                           | 32                                                                             | 5                                                                              | 36                                                                             | 11                                                                             | 8                                                                              | 9                                                                              | 7                                                                              | 17                                                                             | 4                                                                              | 26                                                                             | 13                                                                             | 39                                                                             | 18                                                                             | 7                                                                              | 19                                                                             | 29                                                                             | 15                                                                             | 7                                                                              | 6                                                                              | 1                                                                              | 7                                                                              | 16                                                                             | 5                                                                              | 5                                                                              | 13                                                                             | 5                                                                              | 8                                                                              | 2                                                                              | 40                                                                             | 11                                                                             | 30                                                                             | 4                                                                              | 8                                                                              | 4                                                                              | 26                                                                             | 4                                                                              | 17                                                                             | 27                                                                             |                                                                                |                                                                                |                                                                                |                                                                                |                                                                                |
| 16                                                                                          | Alex Bowman                                                                    | 2204                                                                           | 27                                                                             | -                                                                              | 17                                                                             | 20                                                                             | 16                                                                             | 13                                                                             | 13                                                                             | 7                                                                              | 28                                                                             | 5                                                                              | 18                                                                             | 8                                                                              | 23                                                                             | 18                                                                             | 9                                                                              | 27                                                                             | 16                                                                             | 9                                                                              | 10                                                                             | 10                                                                             | 39                                                                             | 11                                                                             | 3                                                                              | 14                                                                             | 19                                                                             | 8                                                                              | 23                                                                             | 33                                                                             | 19                                                                             | 12                                                                             | 4                                                                              | 28                                                                             | 33                                                                             | 9                                                                              | 17                                                                             | 14                                                                             | 30                                                                             | 29                                                                             |                                                                                |                                                                                |                                                                                |                                                                                |                                                                                |
| 17                                                                                          | Ryan Newman                                                                    | 769                                                                            | 52                                                                             | -                                                                              | 8                                                                              | 22                                                                             | 11                                                                             | 11                                                                             | 21                                                                             | 19                                                                             | 27                                                                             | 10                                                                             | 37                                                                             | 9                                                                              | 33                                                                             | 30                                                                             | 35                                                                             | 25                                                                             | 22                                                                             | 24                                                                             | 15                                                                             | 8                                                                              | 21                                                                             | 6                                                                              | 8                                                                              | 19                                                                             | 15                                                                             | 12                                                                             | 19                                                                             | 10                                                                             | 9                                                                              | 15                                                                             | 11                                                                             | 17                                                                             | 25                                                                             | 15                                                                             | 8                                                                              | 18                                                                             | 11                                                                             | 15                                                                             |                                                                                |                                                                                |                                                                                |                                                                                |                                                                                |
| 18                                                                                          | Ricky Stenhouse Jr.                                                            | 701                                                                            | 57                                                                             | 2                                                                              | 29                                                                             | 16                                                                             | 14                                                                             | 23                                                                             | 18                                                                             | 37                                                                             | 25                                                                             | 4                                                                              | 23                                                                             | 5                                                                              | 15                                                                             | 11                                                                             | 10                                                                             | 14                                                                             | 29                                                                             | 18                                                                             | 16                                                                             | 17 *12                                                                         | 26                                                                             | 30                                                                             | 22                                                                             | 16                                                                             | 18                                                                             | 24                                                                             | 12                                                                             | 35                                                                             | 30                                                                             | 13                                                                             | 37                                                                             | 9                                                                              | 3                                                                              | 20                                                                             | 19                                                                             | 11                                                                             | 33                                                                             | 16                                                                             |                                                                                |                                                                                |                                                                                |                                                                                |                                                                                |
| 19                                                                                          | Paul Menard                                                                    | 692                                                                            | 80                                                                             | 1                                                                              | 6                                                                              | 17                                                                             | 9                                                                              | 36                                                                             | 19                                                                             | 13                                                                             | 30                                                                             | 13                                                                             | 24                                                                             | 30 2                                                                           | 34                                                                             | 6                                                                              | 14                                                                             | 11                                                                             | 5                                                                              | 26                                                                             | 13                                                                             | 28                                                                             | 11                                                                             | 17                                                                             | 21                                                                             | 28                                                                             | 16                                                                             | 36                                                                             | 17                                                                             | 9                                                                              | 10                                                                             | 22                                                                             | 33                                                                             | 16                                                                             | 9                                                                              | 32                                                                             | 22                                                                             | 13                                                                             | 29                                                                             | 25                                                                             |                                                                                |                                                                                |                                                                                |                                                                                |                                                                                |
| 20                                                                                          | Jamie McMurray                                                                 | 683                                                                            | 29                                                                             | -                                                                              | 16                                                                             | 19                                                                             | 36                                                                             | 26                                                                             | 17                                                                             | 26                                                                             | 3                                                                              | 19                                                                             | 19                                                                             | 26                                                                             | 16                                                                             | 31                                                                             | 6                                                                              | 15                                                                             | 10                                                                             | 37                                                                             | 12                                                                             | 30                                                                             | 17                                                                             | 18                                                                             | 20                                                                             | 7                                                                              | 21                                                                             | 29                                                                             | 9                                                                              | 7                                                                              | 35                                                                             | 21                                                                             | 2                                                                              | 18                                                                             | 35                                                                             | 17                                                                             | 16                                                                             | 19                                                                             | 6                                                                              | 18                                                                             |                                                                                |                                                                                |                                                                                |                                                                                |                                                                                |
| 21                                                                                          | Daniel Suárez                                                                  | 674                                                                            | 34                                                                             | -                                                                              | 37                                                                             | 15                                                                             | 26                                                                             | 8                                                                              | 20                                                                             | 18                                                                             | 29                                                                             | 11                                                                             | 10                                                                             | 10                                                                             | 3                                                                              | 28                                                                             | 15                                                                             | 24                                                                             | 30                                                                             | 15                                                                             | 11                                                                             | 35                                                                             | 15                                                                             | 22                                                                             | 2                                                                              | 4                                                                              | 11                                                                             | 18                                                                             | 29                                                                             | 18                                                                             | 8                                                                              | 17                                                                             | 21                                                                             | 10                                                                             | 16                                                                             | 24                                                                             | 9                                                                              | 28                                                                             | 36                                                                             | 30                                                                             |                                                                                |                                                                                |                                                                                |                                                                                |                                                                                |
| 22                                                                                          | A. J. Allmendinger                                                             | 603                                                                            | 26                                                                             | 1                                                                              | 10                                                                             | 29                                                                             | 30                                                                             | 21                                                                             | 22                                                                             | 8                                                                              | 24                                                                             | 17                                                                             | 27                                                                             | 34                                                                             | 21                                                                             | 16                                                                             | 23                                                                             | 22                                                                             | 17                                                                             | 38 1                                                                           | 24                                                                             | 3                                                                              | 30                                                                             | 36                                                                             | 14                                                                             | 15                                                                             | 22                                                                             | 39                                                                             | 22                                                                             | 37                                                                             | 14                                                                             | 29                                                                             | 7                                                                              | 22                                                                             | 6                                                                              | 21                                                                             | 14                                                                             | 20                                                                             | 12                                                                             | 19                                                                             |                                                                                |                                                                                |                                                                                |                                                                                |                                                                                |
| 23                                                                                          | William Byron R                                                                | 587                                                                            | 41                                                                             | -                                                                              | 23                                                                             | 18                                                                             | 27                                                                             | 12                                                                             | 15                                                                             | 20                                                                             | 10                                                                             | 18                                                                             | 12                                                                             | 29                                                                             | 14                                                                             | 33                                                                             | 39                                                                             | 18                                                                             | 13                                                                             | 25                                                                             | 20                                                                             | 32                                                                             | 20                                                                             | 14                                                                             | 6                                                                              | 8                                                                              | 36                                                                             | 23                                                                             | 35                                                                             | 19                                                                             | 37                                                                             | 20                                                                             | 34                                                                             | 19                                                                             | 20                                                                             | 38                                                                             | 39                                                                             | 16                                                                             | 9                                                                              | 24                                                                             |                                                                                |                                                                                |                                                                                |                                                                                |                                                                                |
| 24                                                                                          | Chris Buescher                                                                 | 585                                                                            | 7                                                                              | -                                                                              | 5                                                                              | 25                                                                             | 15                                                                             | 29                                                                             | 30                                                                             | 23                                                                             | 15                                                                             | 36                                                                             | 26                                                                             | 11                                                                             | 20                                                                             | 34                                                                             | 29                                                                             | 17                                                                             | 24                                                                             | 12                                                                             | 22                                                                             | 5                                                                              | 23                                                                             | 20                                                                             | 37                                                                             | 20                                                                             | 20                                                                             | 19                                                                             | 13                                                                             | 25                                                                             | 15                                                                             | 30                                                                             | 17                                                                             | 25                                                                             | 21                                                                             | 16                                                                             | 13                                                                             | 23                                                                             | 18                                                                             | 23                                                                             |                                                                                |                                                                                |                                                                                |                                                                                |                                                                                |
| 25                                                                                          | David Ragan                                                                    | 524                                                                            | 5                                                                              | -                                                                              | 30                                                                             | 23                                                                             | 23                                                                             | 22                                                                             | 25                                                                             | 25                                                                             | 23                                                                             | 12                                                                             | 33                                                                             | 6                                                                              | 27                                                                             | 13                                                                             | 25                                                                             | 16                                                                             | 38                                                                             | 22                                                                             | 38                                                                             | 15                                                                             | 18                                                                             | 39                                                                             | 19                                                                             | 26                                                                             | 27                                                                             | 17                                                                             | 18                                                                             | 24                                                                             | 27                                                                             | 23                                                                             | 16                                                                             | 24                                                                             | 39                                                                             | 19                                                                             | 18                                                                             | 24                                                                             | 20                                                                             | 20                                                                             |                                                                                |                                                                                |                                                                                |                                                                                |                                                                                |
| 26                                                                                          | Michael McDowell                                                               | 493                                                                            | 36                                                                             | -                                                                              | 9                                                                              | 24                                                                             | 37                                                                             | 32                                                                             | 26                                                                             | 21                                                                             | 14                                                                             | 38                                                                             | 31                                                                             | 32                                                                             | 22                                                                             | 20                                                                             | 18                                                                             | 21                                                                             | 25                                                                             | 21                                                                             | 21                                                                             | 26                                                                             | 24                                                                             | 26                                                                             | 16                                                                             | 18                                                                             | 25                                                                             | 37                                                                             | 20                                                                             | 17                                                                             | 29                                                                             | 24                                                                             | 18                                                                             | 26                                                                             | 40                                                                             | 27                                                                             | 25                                                                             | 29                                                                             | 16                                                                             | 28                                                                             |                                                                                |                                                                                |                                                                                |                                                                                |                                                                                |
| 27                                                                                          | Ty Dillon                                                                      | 482                                                                            | 12                                                                             | -                                                                              | 39                                                                             | 26                                                                             | 24                                                                             | 30                                                                             | 27                                                                             | 22                                                                             | 13                                                                             | 28                                                                             | 20                                                                             | 15                                                                             | 24                                                                             | 38                                                                             | 21                                                                             | 23                                                                             | 21                                                                             | 33                                                                             | 28                                                                             | 6                                                                              | 29                                                                             | 23                                                                             | 24                                                                             | 23                                                                             | 38                                                                             | 21                                                                             | 21                                                                             | 21                                                                             | 34                                                                             | 28                                                                             | 22                                                                             | 29                                                                             | 15                                                                             | 25                                                                             | 15                                                                             | 22                                                                             | 19                                                                             | 22                                                                             |                                                                                |                                                                                |                                                                                |                                                                                |                                                                                |
| 28                                                                                          | Darrell Wallace Jr. (en) R                                                     | 471                                                                            | 5                                                                              | -                                                                              | 2                                                                              | 32                                                                             | 21                                                                             | 28                                                                             | 20                                                                             | 34                                                                             | 8                                                                              | 16                                                                             | 25                                                                             | 16                                                                             | 25                                                                             | 23                                                                             | 16                                                                             | 38                                                                             | 19                                                                             | 29                                                                             | 23                                                                             | 14                                                                             | 27                                                                             | 24                                                                             | 33                                                                             | 25                                                                             | 23                                                                             | 38                                                                             | 26                                                                             | 38                                                                             | 38                                                                             | 27                                                                             | 36                                                                             | 23                                                                             | 19                                                                             | 26                                                                             | 34                                                                             | 25                                                                             | 10                                                                             | 21                                                                             |                                                                                |                                                                                |                                                                                |                                                                                |                                                                                |
| 29                                                                                          | Matt DiBenedetto (en)                                                          | 368                                                                            | -                                                                              | -                                                                              | 27                                                                             | 31                                                                             | 22                                                                             | 25                                                                             | 31                                                                             | 32                                                                             | 16                                                                             | 21                                                                             | 16                                                                             | 19                                                                             | 29                                                                             | 22                                                                             | 37                                                                             | 36                                                                             | 36                                                                             | 17                                                                             | 29                                                                             | 7                                                                              | 37                                                                             | 28                                                                             | 27                                                                             | 33                                                                             | 24                                                                             | 22                                                                             | 38                                                                             | 36                                                                             | 24                                                                             | 34                                                                             | 13                                                                             | 27                                                                             | 20                                                                             | 23                                                                             | 36                                                                             | 38                                                                             | 21                                                                             | 26                                                                             |                                                                                |                                                                                |                                                                                |                                                                                |                                                                                |
| 30                                                                                          | Kasey Kahne                                                                    | 358                                                                            | 14                                                                             | -                                                                              | 34                                                                             | 21                                                                             | 19                                                                             | 24                                                                             | 24                                                                             | 24                                                                             | 17                                                                             | 34                                                                             | 39                                                                             | 17                                                                             | 17                                                                             | 21                                                                             | 20                                                                             | 36                                                                             | 23                                                                             | 20                                                                             | 27                                                                             | 4                                                                              | 25                                                                             | 19                                                                             | 30                                                                             | 21                                                                             | 26                                                                             | 15                                                                             | 24                                                                             | -                                                                              | -                                                                              | -                                                                              | -                                                                              | -                                                                              | -                                                                              | -                                                                              | -                                                                              | -                                                                              | -                                                                              | -                                                                              |                                                                                |                                                                                |                                                                                |                                                                                |                                                                                |
| 31                                                                                          | Trevor Bayne                                                                   | 287                                                                            | 6                                                                              | -                                                                              | 13                                                                             | 35                                                                             | 20                                                                             | 20                                                                             | 37                                                                             | 33                                                                             | 12                                                                             | 24                                                                             | 21                                                                             | 38                                                                             | 19                                                                             | -                                                                              | -                                                                              | -                                                                              | -                                                                              | 27                                                                             | 26                                                                             | 20                                                                             | -                                                                              | -                                                                              | -                                                                              | -                                                                              | 34                                                                             | 11                                                                             | -                                                                              | -                                                                              | 13                                                                             | -                                                                              | 35                                                                             | -                                                                              | 13                                                                             | 30                                                                             | -                                                                              | 21                                                                             | -                                                                              | -                                                                              |                                                                                |                                                                                |                                                                                |                                                                                |                                                                                |
| 32                                                                                          | Matt Kenseth                                                                   | 268                                                                            | 11                                                                             | 1                                                                              | -                                                                              | -                                                                              | -                                                                              | -                                                                              | -                                                                              | -                                                                              | -                                                                              | -                                                                              | -                                                                              | -                                                                              | -                                                                              | 36                                                                             | 17                                                                             | 13                                                                             | 33                                                                             | -                                                                              | -                                                                              | -                                                                              | 19                                                                             | 15                                                                             | 18                                                                             | 29                                                                             | -                                                                              | -                                                                              | 25                                                                             | 12 2                                                                           | -                                                                              | 25                                                                             | -                                                                              | 20                                                                             | -                                                                              | -                                                                              | 23                                                                             | -                                                                              | 7                                                                              | 6                                                                              |                                                                                |                                                                                |                                                                                |                                                                                |                                                                                |
| 33                                                                                          | Regan Smith                                                                    | 157                                                                            | -                                                                              | -                                                                              | -                                                                              | -                                                                              | -                                                                              | -                                                                              | -                                                                              | -                                                                              | -                                                                              | -                                                                              | -                                                                              | -                                                                              | -                                                                              | -                                                                              | -                                                                              | -                                                                              | -                                                                              | -                                                                              | -                                                                              | -                                                                              | -                                                                              | -                                                                              | -                                                                              | -                                                                              | -                                                                              | -                                                                              | -                                                                              | 20                                                                             | 12                                                                             | 31                                                                             | 15                                                                             | 21                                                                             | 10                                                                             | 28                                                                             | 28                                                                             | 27                                                                             | 22                                                                             | 39                                                                             |                                                                                |                                                                                |                                                                                |                                                                                |                                                                                |
| 34                                                                                          | Corey LaJoie                                                                   | 144                                                                            | -                                                                              | -                                                                              | 40                                                                             | -                                                                              | -                                                                              | 37                                                                             | -                                                                              | -                                                                              | -                                                                              | -                                                                              | -                                                                              | -                                                                              | 38                                                                             | 24                                                                             | 26                                                                             | -                                                                              | 27                                                                             | -                                                                              | 34                                                                             | 31                                                                             | 31                                                                             | 27                                                                             | 39                                                                             | -                                                                              | 40                                                                             | 34                                                                             | 27                                                                             | 27                                                                             | 16                                                                             | 32                                                                             | -                                                                              | 30                                                                             | 32                                                                             | 34                                                                             | -                                                                              | 40                                                                             | -                                                                              | 34                                                                             |                                                                                |                                                                                |                                                                                |                                                                                |                                                                                |
| 35                                                                                          | Cole Whitt (en)                                                                | 132                                                                            | -                                                                              | -                                                                              | -                                                                              | 28                                                                             | 28                                                                             | -                                                                              | 28                                                                             | 27                                                                             | 19                                                                             | -                                                                              | 30                                                                             | 21                                                                             | -                                                                              | -                                                                              | -                                                                              | 30                                                                             | -                                                                              | 35                                                                             | -                                                                              | -                                                                              | -                                                                              | -                                                                              | -                                                                              | 34                                                                             |                                                                                |                                                                                |                                                                                |                                                                                |                                                                                | -                                                                              | 20                                                                             | -                                                                              | -                                                                              | -                                                                              | 24                                                                             | -                                                                              | 25                                                                             | -                                                                              |                                                                                |                                                                                |                                                                                |                                                                                |                                                                                |
| 36                                                                                          | Gray Gaulding (en)                                                             | 119                                                                            | -                                                                              | -                                                                              | 20                                                                             | 36                                                                             | 33                                                                             | 34                                                                             | 32                                                                             | 36                                                                             | 20                                                                             | 31                                                                             | 35                                                                             | 24                                                                             | 30                                                                             | 29                                                                             | 31                                                                             | 33                                                                             | 31                                                                             | 30                                                                             | 31                                                                             | -                                                                              | -                                                                              | -                                                                              | QL                                                                             | -                                                                              | 33                                                                             | 40                                                                             | -                                                                              | -                                                                              | -                                                                              | 40                                                                             | -                                                                              | -                                                                              | -                                                                              | -                                                                              | -                                                                              | -                                                                              | -                                                                              | -                                                                              |                                                                                |                                                                                |                                                                                |                                                                                |                                                                                |
| 37                                                                                          | Jeffrey Earnhardt (en)                                                         | 110                                                                            | -                                                                              | -                                                                              | 21                                                                             | 34                                                                             | 31                                                                             | 35                                                                             | 36                                                                             | -                                                                              | -                                                                              | -                                                                              | -                                                                              | -                                                                              | -                                                                              | -                                                                              | 30                                                                             | -                                                                              | -                                                                              | -                                                                              | -                                                                              | 11                                                                             | -                                                                              | -                                                                              | 29                                                                             | -                                                                              | 39                                                                             | -                                                                              | 34                                                                             | 32                                                                             | 25                                                                             | 37                                                                             | 26                                                                             | 31                                                                             | 37                                                                             | 37                                                                             | -                                                                              | -                                                                              | -                                                                              | -                                                                              |                                                                                |                                                                                |                                                                                |                                                                                |                                                                                |
| 38                                                                                          | Kyle Weatherman                                                                | 33                                                                             | -                                                                              | -                                                                              | -                                                                              | -                                                                              | -                                                                              | -                                                                              | -                                                                              | -                                                                              | -                                                                              | -                                                                              | -                                                                              | -                                                                              | -                                                                              | -                                                                              | -                                                                              | -                                                                              | -                                                                              | -                                                                              | 33                                                                             | -                                                                              | -                                                                              | 31                                                                             | 31                                                                             | -                                                                              | -                                                                              | -                                                                              | -                                                                              | -                                                                              | 26                                                                             | -                                                                              | -                                                                              | -                                                                              | -                                                                              | 36                                                                             | -                                                                              | 34                                                                             | -                                                                              | 36                                                                             |                                                                                |                                                                                |                                                                                |                                                                                |                                                                                |
| 39                                                                                          | Harrison Rhodes (en)                                                           | 24                                                                             | -                                                                              | -                                                                              | -                                                                              | 33                                                                             | -                                                                              | -                                                                              | -                                                                              | 35                                                                             | 22                                                                             | 37                                                                             | 36                                                                             | -                                                                              | -                                                                              | -                                                                              | -                                                                              | -                                                                              | -                                                                              | -                                                                              | -                                                                              | -                                                                              | -                                                                              | -                                                                              | -                                                                              | -                                                                              | -                                                                              | -                                                                              | -                                                                              | -                                                                              | -                                                                              | -                                                                              | -                                                                              | 38                                                                             | -                                                                              | -                                                                              | -                                                                              | -                                                                              | -                                                                              | -                                                                              |                                                                                |                                                                                |                                                                                |                                                                                |                                                                                |
| 40                                                                                          | Blake Jones                                                                    | 21                                                                             | -                                                                              | -                                                                              | -                                                                              | -                                                                              | -                                                                              | -                                                                              | -                                                                              | -                                                                              | -                                                                              | -                                                                              | -                                                                              | -                                                                              | -                                                                              | -                                                                              | -                                                                              | -                                                                              | -                                                                              | -                                                                              | -                                                                              | -                                                                              | -                                                                              | 33                                                                             | -                                                                              | -                                                                              | 30                                                                             | 27                                                                             | -                                                                              | -                                                                              | -                                                                              | -                                                                              | -                                                                              | -                                                                              | -                                                                              | -                                                                              | -                                                                              | -                                                                              | -                                                                              | -                                                                              |                                                                                |                                                                                |                                                                                |                                                                                |                                                                                |
| 41                                                                                          | Mark Thompson (en)                                                             | 15                                                                             | -                                                                              | -                                                                              | 22                                                                             | -                                                                              | -                                                                              | -                                                                              | -                                                                              | -                                                                              | -                                                                              | -                                                                              | -                                                                              | -                                                                              | -                                                                              | -                                                                              | -                                                                              | -                                                                              | -                                                                              | -                                                                              | -                                                                              | -                                                                              | -                                                                              | -                                                                              | -                                                                              | -                                                                              | -                                                                              | -                                                                              | -                                                                              | -                                                                              | -                                                                              | -                                                                              | -                                                                              | -                                                                              | -                                                                              | -                                                                              | -                                                                              | -                                                                              | -                                                                              | -                                                                              |                                                                                |                                                                                |                                                                                |                                                                                |                                                                                |
| 42                                                                                          | Cody Ware (en)                                                                 | 11                                                                             | -                                                                              | -                                                                              | -                                                                              | -                                                                              | -                                                                              | -                                                                              | -                                                                              | -                                                                              | -                                                                              | -                                                                              | -                                                                              | -                                                                              | 36                                                                             | -                                                                              | -                                                                              | -                                                                              | -                                                                              | 36                                                                             | -                                                                              | -                                                                              | -                                                                              | -                                                                              | -                                                                              | -                                                                              | -                                                                              | -                                                                              | -                                                                              | -                                                                              | -                                                                              | -                                                                              | -                                                                              | 38                                                                             | -                                                                              | -                                                                              | -                                                                              | -                                                                              | 28                                                                             | -                                                                              |                                                                                |                                                                                |                                                                                |                                                                                |                                                                                |
| 43                                                                                          | Derrike Cope                                                                   | 8                                                                              | -                                                                              | -                                                                              | -                                                                              | -                                                                              | -                                                                              | -                                                                              | -                                                                              | -                                                                              | -                                                                              | -                                                                              | -                                                                              | -                                                                              | 37                                                                             | -                                                                              | -                                                                              | 34                                                                             | -                                                                              | -                                                                              | -                                                                              | -                                                                              | -                                                                              | -                                                                              | -                                                                              | -                                                                              | -                                                                              | -                                                                              | 33                                                                             | -                                                                              | -                                                                              | -                                                                              | -                                                                              | -                                                                              | -                                                                              | -                                                                              | -                                                                              | -                                                                              | -                                                                              | -                                                                              |                                                                                |                                                                                |                                                                                |                                                                                |                                                                                |
| 44                                                                                          | Tanner Berryhill                                                               | 7                                                                              | -                                                                              | -                                                                              | -                                                                              | -                                                                              | -                                                                              | -                                                                              | -                                                                              | -                                                                              | -                                                                              | -                                                                              | -                                                                              | -                                                                              | -                                                                              | -                                                                              | -                                                                              | -                                                                              | -                                                                              | -                                                                              | -                                                                              | -                                                                              | -                                                                              | -                                                                              | -                                                                              | -                                                                              | -                                                                              | -                                                                              | -                                                                              |                                                                                | -                                                                              | -                                                                              | -                                                                              | -                                                                              | -                                                                              | -                                                                              | -                                                                              | -                                                                              | 31                                                                             | 38                                                                             |                                                                                |                                                                                |                                                                                |                                                                                |                                                                                |
| 45                                                                                          | Chris Cook                                                                     | 6                                                                              | -                                                                              | -                                                                              | -                                                                              | -                                                                              | -                                                                              | -                                                                              | -                                                                              | -                                                                              | -                                                                              | -                                                                              | -                                                                              | -                                                                              | -                                                                              | -                                                                              | -                                                                              | -                                                                              | -                                                                              | 31                                                                             | -                                                                              | -                                                                              | -                                                                              | -                                                                              | -                                                                              | -                                                                              | -                                                                              | -                                                                              | -                                                                              | -                                                                              | -                                                                              | -                                                                              | -                                                                              | -                                                                              | -                                                                              | -                                                                              | -                                                                              | -                                                                              | -                                                                              | -                                                                              |                                                                                |                                                                                |                                                                                |                                                                                |                                                                                |
| 46                                                                                          | Tomy Drissi                                                                    | 5                                                                              | -                                                                              | -                                                                              | -                                                                              | -                                                                              | -                                                                              | -                                                                              | -                                                                              | -                                                                              | -                                                                              | -                                                                              | -                                                                              | -                                                                              | -                                                                              | -                                                                              | -                                                                              | -                                                                              | -                                                                              | 32                                                                             | -                                                                              | -                                                                              | -                                                                              | -                                                                              | -                                                                              | -                                                                              | -                                                                              | -                                                                              | -                                                                              | -                                                                              | -                                                                              | -                                                                              | -                                                                              | -                                                                              | -                                                                              | -                                                                              | -                                                                              | -                                                                              | -                                                                              | -                                                                              |                                                                                |                                                                                |                                                                                |                                                                                |                                                                                |
| 47                                                                                          | Danica Patrick                                                                 | 2                                                                              | -                                                                              | -                                                                              | 35                                                                             | -                                                                              | -                                                                              | -                                                                              | -                                                                              | -                                                                              | -                                                                              | -                                                                              | -                                                                              | -                                                                              | -                                                                              | -                                                                              | -                                                                              | -                                                                              | -                                                                              | -                                                                              | -                                                                              | -                                                                              | -                                                                              | -                                                                              | -                                                                              | -                                                                              | -                                                                              | -                                                                              | -                                                                              | -                                                                              | -                                                                              | -                                                                              | -                                                                              | -                                                                              | -                                                                              | -                                                                              | -                                                                              | -                                                                              | -                                                                              | -                                                                              |                                                                                |                                                                                |                                                                                |                                                                                |                                                                                |
| 48                                                                                          | Alon Day (en)                                                                  | 1                                                                              | -                                                                              | -                                                                              | -                                                                              | -                                                                              | -                                                                              | -                                                                              | -                                                                              | -                                                                              | -                                                                              | -                                                                              | -                                                                              | -                                                                              | -                                                                              | -                                                                              | -                                                                              | -                                                                              | -                                                                              | -                                                                              | -                                                                              | -                                                                              | -                                                                              | -                                                                              | -                                                                              | -                                                                              | -                                                                              | -                                                                              | -                                                                              |                                                                                | -                                                                              | 38                                                                             | -                                                                              | -                                                                              | -                                                                              | -                                                                              | -                                                                              | -                                                                              | -                                                                              | -                                                                              |                                                                                |                                                                                |                                                                                |                                                                                |                                                                                |
| 49                                                                                          | Stanton Barrett                                                                | 1                                                                              | -                                                                              | -                                                                              | -                                                                              | -                                                                              | -                                                                              | -                                                                              | -                                                                              | -                                                                              | -                                                                              | -                                                                              | -                                                                              | -                                                                              | -                                                                              | -                                                                              | -                                                                              | -                                                                              | -                                                                              | -                                                                              | -                                                                              | -                                                                              | -                                                                              | -                                                                              | -                                                                              | -                                                                              | -                                                                              | -                                                                              | -                                                                              |                                                                                | -                                                                              | -                                                                              | 40                                                                             | -                                                                              | -                                                                              | -                                                                              | -                                                                              | -                                                                              | -                                                                              | -                                                                              |                                                                                |                                                                                |                                                                                |                                                                                |                                                                                |
| 50                                                                                          | Hermie Sadler (en)                                                             | 1                                                                              | -                                                                              | -                                                                              | -                                                                              | -                                                                              | -                                                                              | -                                                                              | -                                                                              | -                                                                              | -                                                                              | -                                                                              | -                                                                              | -                                                                              | -                                                                              | -                                                                              | -                                                                              | -                                                                              | -                                                                              | -                                                                              | -                                                                              | -                                                                              | -                                                                              | -                                                                              | -                                                                              | -                                                                              | -                                                                              | -                                                                              | -                                                                              |                                                                                | -                                                                              | -                                                                              | -                                                                              | -                                                                              | -                                                                              | -                                                                              | 40                                                                             | -                                                                              | -                                                                              | -                                                                              |                                                                                |                                                                                |                                                                                |                                                                                |                                                                                |
| Non-éligible pour gagner des points lors des courses de Monster Energy Cup Series 2018      |                                                                                |                                                                                |                                                                                |                                                                                |                                                                                |                                                                                |                                                                                |                                                                                |                                                                                |                                                                                |                                                                                |                                                                                |                                                                                |                                                                                |                                                                                |                                                                                |                                                                                |                                                                                |                                                                                |                                                                                |                                                                                |                                                                                |                                                                                |                                                                                |                                                                                |                                                                                |                                                                                |                                                                                |                                                                                |                                                                                |                                                                                |                                                                                |                                                                                |                                                                                |                                                                                |                                                                                |                                                                                |                                                                                |                                                                                |                                                                                |                                                                                |                                                                                |                                                                                |                                                                                |                                                                                |
| Pos.                                                                                        | Pilote                                                                         | Pts                                                                            | Seg                                                                            | Bonus                                                                          |                                                                                | DAY                                                                            | ATL                                                                            | LAS                                                                            | ISM                                                                            | FON                                                                            | MAR                                                                            | TEX                                                                            | BRI                                                                            | RCH                                                                            | TAL                                                                            | DOV                                                                            | KAN                                                                            | CHA                                                                            | POC                                                                            | MCH                                                                            | SON                                                                            | CHI                                                                            | DAY                                                                            | KEN                                                                            | NHA                                                                            | POC                                                                            | GLN                                                                            | MCH                                                                            | BRI                                                                            | DAR                                                                            | IND                                                                            |                                                                                | LAS                                                                            | RIC                                                                            | CHA                                                                            |                                                                                | DOV                                                                            | TAL                                                                            | KAN                                                                            |                                                                                | MAR                                                                            | TEX                                                                            | PHO                                                                            |                                                                                | HOM                                                                            |
|                                                                                             | Reed Sorenson                                                                  | 60                                                                             | -                                                                              | -                                                                              | -                                                                              | -                                                                              | -                                                                              | -                                                                              | 34                                                                             | -                                                                              | 31                                                                             | 32                                                                             | 38                                                                             | 37                                                                             | 32                                                                             | 27                                                                             | -                                                                              | -                                                                              | -                                                                              | -                                                                              | 32                                                                             | -                                                                              | -                                                                              | -                                                                              | 32                                                                             | -                                                                              | QL                                                                             | 33                                                                             | -                                                                              | 28                                                                             | 31                                                                             | -                                                                              | -                                                                              | -                                                                              | -                                                                              | 36                                                                             | -                                                                              | 33                                                                             | -                                                                              | -                                                                              |                                                                                |                                                                                |                                                                                |                                                                                |                                                                                |
|                                                                                             | Brendan Gaughan (en)                                                           | -                                                                              | -                                                                              | -                                                                              | 28                                                                             | -                                                                              | -                                                                              | -                                                                              | -                                                                              | -                                                                              | -                                                                              | -                                                                              | -                                                                              | 22                                                                             | -                                                                              | -                                                                              | -                                                                              | -                                                                              | -                                                                              | -                                                                              | -                                                                              | 12                                                                             | -                                                                              | -                                                                              | -                                                                              | -                                                                              | -                                                                              | -                                                                              | -                                                                              | -                                                                              | -                                                                              | -                                                                              | -                                                                              | -                                                                              | 12                                                                             | -                                                                              | -                                                                              | -                                                                              | -                                                                              | -                                                                              |                                                                                |                                                                                |                                                                                |                                                                                |                                                                                |
|                                                                                             | Justin Marks                                                                   | -                                                                              | -                                                                              | -                                                                              | 12                                                                             | -                                                                              | -                                                                              | -                                                                              | -                                                                              | -                                                                              | -                                                                              | -                                                                              | -                                                                              | -                                                                              | -                                                                              | -                                                                              | -                                                                              | -                                                                              | -                                                                              | 28                                                                             | -                                                                              | -                                                                              | -                                                                              | -                                                                              | -                                                                              | -                                                                              | -                                                                              | -                                                                              | -                                                                              | -                                                                              | -                                                                              | -                                                                              | -                                                                              | -                                                                              | -                                                                              | -                                                                              | -                                                                              | -                                                                              | -                                                                              | -                                                                              |                                                                                |                                                                                |                                                                                |                                                                                |                                                                                |
|                                                                                             | D.J. Kennington                                                                | -                                                                              | -                                                                              | -                                                                              | 24                                                                             | -                                                                              | -                                                                              | 31                                                                             | -                                                                              | 28                                                                             | -                                                                              | 27                                                                             | -                                                                              | 20                                                                             | -                                                                              | -                                                                              | -                                                                              | -                                                                              | 34                                                                             | -                                                                              | -                                                                              | 13                                                                             | -                                                                              | -                                                                              | -                                                                              | -                                                                              | -                                                                              | -                                                                              | -                                                                              | -                                                                              | -                                                                              | -                                                                              | -                                                                              | -                                                                              | 34                                                                             | -                                                                              | 27                                                                             | -                                                                              | 27                                                                             | -                                                                              |                                                                                |                                                                                |                                                                                |                                                                                |                                                                                |
|                                                                                             | David Gilliland                                                                | -                                                                              | -                                                                              | -                                                                              | 14                                                                             | -                                                                              | -                                                                              | -                                                                              | -                                                                              | -                                                                              | -                                                                              | -                                                                              | -                                                                              | -                                                                              | -                                                                              | -                                                                              | -                                                                              | -                                                                              | -                                                                              | -                                                                              | -                                                                              | -                                                                              | -                                                                              | -                                                                              | -                                                                              | -                                                                              | -                                                                              | -                                                                              | -                                                                              | -                                                                              | -                                                                              | -                                                                              | -                                                                              | -                                                                              | -                                                                              | -                                                                              | -                                                                              | -                                                                              | -                                                                              | -                                                                              |                                                                                |                                                                                |                                                                                |                                                                                |                                                                                |
|                                                                                             | Ray Black Jr. (en)                                                             | -                                                                              | -                                                                              | -                                                                              | -                                                                              | -                                                                              | -                                                                              | -                                                                              | -                                                                              | -                                                                              | -                                                                              | -                                                                              | -                                                                              | -                                                                              | -                                                                              | -                                                                              | -                                                                              | -                                                                              | -                                                                              | -                                                                              | -                                                                              | 16                                                                             | -                                                                              | -                                                                              | -                                                                              | -                                                                              | -                                                                              | -                                                                              | -                                                                              | -                                                                              | -                                                                              | -                                                                              | -                                                                              | -                                                                              | -                                                                              | -                                                                              | -                                                                              | -                                                                              | -                                                                              | -                                                                              |                                                                                |                                                                                |                                                                                |                                                                                |                                                                                |
|                                                                                             | J. J. Yeley                                                                    | -                                                                              | -                                                                              | -                                                                              | -                                                                              | -                                                                              | -                                                                              | -                                                                              | -                                                                              | 31                                                                             | -                                                                              | -                                                                              | -                                                                              | -                                                                              | -                                                                              | -                                                                              | 38                                                                             | 32                                                                             | -                                                                              | -                                                                              | -                                                                              | 18                                                                             | 28                                                                             | -                                                                              | -                                                                              | -                                                                              | -                                                                              | 32                                                                             | 31                                                                             | 29                                                                             | 17                                                                             | -                                                                              | 28                                                                             | 32                                                                             | 36                                                                             | 31                                                                             | 31                                                                             | 36                                                                             | 38                                                                             | 32                                                                             |                                                                                |                                                                                |                                                                                |                                                                                |                                                                                |
|                                                                                             | Ross Chastain                                                                  | -                                                                              | -                                                                              | -                                                                              | -                                                                              | 30                                                                             | 29                                                                             | 27                                                                             | 29                                                                             | 29                                                                             | 18                                                                             | 39                                                                             | 28                                                                             | 15                                                                             | 28                                                                             | 26                                                                             | 24                                                                             | 28                                                                             | 26                                                                             | -                                                                              | 30                                                                             | 21                                                                             | 28                                                                             | 25                                                                             | 35                                                                             | 32                                                                             | 35                                                                             | 26                                                                             | 28                                                                             | 26                                                                             | 20                                                                             | 33                                                                             | 24                                                                             | 37                                                                             | 24                                                                             | 39                                                                             | 29                                                                             | 32                                                                             | 24                                                                             | 33                                                                             |                                                                                |                                                                                |                                                                                |                                                                                |                                                                                |
|                                                                                             | Landon Cassill                                                                 | -                                                                              | -                                                                              | -                                                                              | -                                                                              | -                                                                              | -                                                                              | -                                                                              | -                                                                              | 38                                                                             | 21                                                                             | 20                                                                             | 34                                                                             | -                                                                              | 31                                                                             | 25                                                                             | 28                                                                             | 31                                                                             | 32                                                                             | -                                                                              | 36                                                                             | 24                                                                             | 33                                                                             | 37                                                                             | 34                                                                             | 31                                                                             | 29                                                                             | 25                                                                             | 30                                                                             | 31                                                                             | 18                                                                             | 36                                                                             | 29                                                                             | 33                                                                             | 22                                                                             | 29                                                                             | 32                                                                             | 35                                                                             | 26                                                                             | 31                                                                             |                                                                                |                                                                                |                                                                                |                                                                                |                                                                                |
|                                                                                             | Parker Kligerman (en)                                                          | -                                                                              | -                                                                              | -                                                                              | -                                                                              | -                                                                              | -                                                                              | -                                                                              | -                                                                              | -                                                                              | -                                                                              | -                                                                              | -                                                                              | -                                                                              | -                                                                              | -                                                                              | 27                                                                             | -                                                                              | -                                                                              | 23                                                                             | -                                                                              | -                                                                              | -                                                                              | -                                                                              | -                                                                              | -                                                                              | -                                                                              | -                                                                              | -                                                                              | -                                                                              | -                                                                              | -                                                                              |                                                                                | -                                                                              | -                                                                              | -                                                                              | 31                                                                             | -                                                                              | -                                                                              | -                                                                              |                                                                                |                                                                                |                                                                                |                                                                                |                                                                                |
|                                                                                             | Timothy Peters (en)                                                            | -                                                                              | -                                                                              | -                                                                              | -                                                                              | -                                                                              | -                                                                              | -                                                                              | -                                                                              | -                                                                              | -                                                                              | -                                                                              | -                                                                              | 23                                                                             | -                                                                              | -                                                                              | -                                                                              | -                                                                              | -                                                                              | -                                                                              | -                                                                              | DNQ                                                                            | -                                                                              | -                                                                              | -                                                                              | -                                                                              | -                                                                              | -                                                                              | -                                                                              | -                                                                              | -                                                                              | -                                                                              | -                                                                              | -                                                                              | -                                                                              | -                                                                              | -                                                                              | -                                                                              | -                                                                              | -                                                                              |                                                                                |                                                                                |                                                                                |                                                                                |                                                                                |
|                                                                                             | Cole Custer                                                                    | -                                                                              | -                                                                              | -                                                                              | -                                                                              | -                                                                              | 25                                                                             | -                                                                              | -                                                                              | -                                                                              | -                                                                              | -                                                                              | -                                                                              | -                                                                              | -                                                                              | -                                                                              | -                                                                              | 26                                                                             | -                                                                              | -                                                                              | -                                                                              | -                                                                              | -                                                                              | -                                                                              | -                                                                              | -                                                                              | -                                                                              | -                                                                              | -                                                                              | -                                                                              | -                                                                              | -                                                                              | -                                                                              | -                                                                              | -                                                                              | -                                                                              | -                                                                              | -                                                                              | -                                                                              | -                                                                              |                                                                                |                                                                                |                                                                                |                                                                                |                                                                                |
|                                                                                             | Joey Gase (en)                                                                 | -                                                                              | -                                                                              | -                                                                              | -                                                                              | -                                                                              | 32                                                                             | -                                                                              | -                                                                              | -                                                                              | -                                                                              | -                                                                              | -                                                                              | 27                                                                             | -                                                                              | -                                                                              | -                                                                              | -                                                                              | -                                                                              | -                                                                              | -                                                                              | 25                                                                             | -                                                                              | -                                                                              | -                                                                              | -                                                                              | -                                                                              | -                                                                              | 40                                                                             | -                                                                              | -                                                                              | 35                                                                             | -                                                                              | -                                                                              | 18                                                                             | -                                                                              | 35                                                                             | 37                                                                             | -                                                                              | -                                                                              |                                                                                |                                                                                |                                                                                |                                                                                |                                                                                |
|                                                                                             | B. J. McLeod (en)                                                              | -                                                                              | -                                                                              | -                                                                              | -                                                                              | -                                                                              | -                                                                              | -                                                                              | -                                                                              | -                                                                              | -                                                                              | -                                                                              | -                                                                              | -                                                                              | -                                                                              | 35                                                                             | 33                                                                             | -                                                                              | 37                                                                             | -                                                                              | 35                                                                             | -                                                                              | 32                                                                             | 34                                                                             | 40                                                                             | -                                                                              | 31                                                                             | DNQ                                                                            | 32                                                                             | 30                                                                             | 28                                                                             | -                                                                              | -                                                                              | 34                                                                             | 33                                                                             | -                                                                              | -                                                                              | -                                                                              | -                                                                              | 35                                                                             |                                                                                |                                                                                |                                                                                |                                                                                |                                                                                |
|                                                                                             | Timmy Hill (en)                                                                | -                                                                              | -                                                                              | -                                                                              | -                                                                              | -                                                                              | -                                                                              | 33                                                                             | 33                                                                             | -                                                                              | -                                                                              | -                                                                              | -                                                                              | 36                                                                             | -                                                                              | 32                                                                             | 32                                                                             | -                                                                              | 35                                                                             | -                                                                              | 39                                                                             | -                                                                              | 34                                                                             | -                                                                              | 36                                                                             | -                                                                              | 37                                                                             | 28                                                                             | 37                                                                             | 35                                                                             | 33                                                                             | 39                                                                             | 38                                                                             | 39                                                                             | -                                                                              | 40                                                                             | 38                                                                             | DNQ                                                                            | 39                                                                             | 37                                                                             |                                                                                |                                                                                |                                                                                |                                                                                |                                                                                |
|                                                                                             | Garrett Smithley (en)                                                          | -                                                                              | -                                                                              | -                                                                              | -                                                                              | -                                                                              | -                                                                              | -                                                                              | -                                                                              | -                                                                              | -                                                                              | -                                                                              | -                                                                              | -                                                                              | -                                                                              | -                                                                              | -                                                                              | -                                                                              | 39                                                                             | -                                                                              | -                                                                              | -                                                                              | 36                                                                             | -                                                                              | -                                                                              | -                                                                              | 32                                                                             | -                                                                              | -                                                                              | -                                                                              | -                                                                              | -                                                                              | -                                                                              | -                                                                              | -                                                                              | -                                                                              | -                                                                              | -                                                                              | -                                                                              | -                                                                              |                                                                                |                                                                                |                                                                                |                                                                                |                                                                                |
|                                                                                             | Daniel Hemric (en)                                                             | -                                                                              | -                                                                              | -                                                                              | -                                                                              | -                                                                              | -                                                                              | -                                                                              | -                                                                              | -                                                                              | -                                                                              | -                                                                              | 32                                                                             | -                                                                              | -                                                                              | -                                                                              | -                                                                              | -                                                                              | -                                                                              | -                                                                              | -                                                                              | -                                                                              | -                                                                              | -                                                                              | -                                                                              | -                                                                              | -                                                                              | -                                                                              | -                                                                              | -                                                                              | -                                                                              | -                                                                              | 23                                                                             | -                                                                              | -                                                                              | -                                                                              | -                                                                              | -                                                                              | -                                                                              | -                                                                              |                                                                                |                                                                                |                                                                                |                                                                                |                                                                                |
|                                                                                             | Chad Finchum (en)                                                              | -                                                                              | -                                                                              | -                                                                              | -                                                                              | -                                                                              | -                                                                              | -                                                                              | -                                                                              | -                                                                              | -                                                                              | 33                                                                             | -                                                                              | -                                                                              | -                                                                              | -                                                                              | -                                                                              | -                                                                              | -                                                                              | -                                                                              | -                                                                              | -                                                                              | -                                                                              | -                                                                              | -                                                                              | -                                                                              | -                                                                              | -                                                                              | -                                                                              | -                                                                              | -                                                                              | -                                                                              | -                                                                              | -                                                                              | -                                                                              | -                                                                              | -                                                                              | -                                                                              | -                                                                              | -                                                                              |                                                                                |                                                                                |                                                                                |                                                                                |                                                                                |
|                                                                                             | Jeb Burton (en)                                                                | -                                                                              | -                                                                              | -                                                                              | -                                                                              | -                                                                              | -                                                                              | -                                                                              | -                                                                              | -                                                                              | -                                                                              | -                                                                              | -                                                                              | -                                                                              | -                                                                              | -                                                                              | -                                                                              | -                                                                              | -                                                                              | -                                                                              | -                                                                              | -                                                                              | -                                                                              | -                                                                              | -                                                                              |                                                                                | -                                                                              | -                                                                              | -                                                                              | -                                                                              | -                                                                              | -                                                                              | -                                                                              | 33                                                                             | -                                                                              | -                                                                              | -                                                                              | -                                                                              | -                                                                              | -                                                                              |                                                                                |                                                                                |                                                                                |                                                                                |                                                                                |
|                                                                                             | Jesse Little (en)                                                              | -                                                                              | -                                                                              | -                                                                              | -                                                                              | -                                                                              | -                                                                              | -                                                                              | -                                                                              | -                                                                              | -                                                                              | -                                                                              | -                                                                              | -                                                                              | -                                                                              | -                                                                              | -                                                                              | -                                                                              | -                                                                              | -                                                                              | -                                                                              | -                                                                              | 35                                                                             | -                                                                              | -                                                                              | -                                                                              | -                                                                              | 35                                                                             | -                                                                              | -                                                                              | -                                                                              | -                                                                              | -                                                                              | -                                                                              | -                                                                              | -                                                                              | -                                                                              | -                                                                              | -                                                                              | -                                                                              |                                                                                |                                                                                |                                                                                |                                                                                |                                                                                |
|                                                                                             | Spencer Gallagher (en)                                                         | -                                                                              | -                                                                              | -                                                                              | -                                                                              | -                                                                              | -                                                                              | -                                                                              | -                                                                              | -                                                                              | -                                                                              | -                                                                              | -                                                                              | -                                                                              | -                                                                              | -                                                                              | -                                                                              | -                                                                              | -                                                                              | -                                                                              | -                                                                              | -                                                                              | -                                                                              | -                                                                              | -                                                                              | 35                                                                             | -                                                                              | -                                                                              | -                                                                              | -                                                                              | -                                                                              | -                                                                              | -                                                                              | -                                                                              | -                                                                              | -                                                                              | -                                                                              | -                                                                              | -                                                                              | -                                                                              |                                                                                |                                                                                |                                                                                |                                                                                |                                                                                |
|                                                                                             | Josh Bilicki (en)                                                              | -                                                                              | -                                                                              | -                                                                              | -                                                                              | -                                                                              | -                                                                              | -                                                                              | -                                                                              | -                                                                              | -                                                                              | -                                                                              | -                                                                              | -                                                                              | -                                                                              | -                                                                              | -                                                                              | -                                                                              | -                                                                              | -                                                                              | -                                                                              | -                                                                              | -                                                                              | -                                                                              | -                                                                              | 36                                                                             | -                                                                              | -                                                                              | -                                                                              | -                                                                              | -                                                                              | -                                                                              | -                                                                              | -                                                                              | -                                                                              | -                                                                              | -                                                                              | -                                                                              | -                                                                              | -                                                                              |                                                                                |                                                                                |                                                                                |                                                                                |                                                                                |
|                                                                                             | David Starr (en)                                                               | -                                                                              | -                                                                              | -                                                                              | -                                                                              | -                                                                              | -                                                                              | -                                                                              | -                                                                              | -                                                                              | -                                                                              | -                                                                              | -                                                                              | -                                                                              | -                                                                              | -                                                                              | -                                                                              | -                                                                              | -                                                                              | -                                                                              | -                                                                              | -                                                                              | -                                                                              | -                                                                              | -                                                                              |                                                                                | -                                                                              | -                                                                              | -                                                                              | 39                                                                             | -                                                                              | -                                                                              | -                                                                              | -                                                                              | DNQ                                                                            | -                                                                              | -                                                                              | 39                                                                             | -                                                                              | -                                                                              |                                                                                |                                                                                |                                                                                |                                                                                |                                                                                |
| Pos.                                                                                        | Pilote                                                                         | Pts                                                                            | Seg                                                                            | Bonus                                                                          |                                                                                | DAY                                                                            | ATL                                                                            | LAS                                                                            | ISM                                                                            | FON                                                                            | MAR                                                                            | TEX                                                                            | BRI                                                                            | RCH                                                                            | TAL                                                                            | DOV                                                                            | KAN                                                                            | CHA                                                                            | POC                                                                            | MCH                                                                            | SON                                                                            | CHI                                                                            | DAY                                                                            | KEN                                                                            | NHA                                                                            | POC                                                                            | GLN                                                                            | MCH                                                                            | BRI                                                                            | DAR                                                                            | IND                                                                            |                                                                                | LAS                                                                            | RIC                                                                            | CHA                                                                            |                                                                                | DOV                                                                            | TAL                                                                            | KAN                                                                            |                                                                                | MAR                                                                            | TEX                                                                            | PHO                                                                            |                                                                                | HOM                                                                            |

### Classement provisoire des manufacturiers
| Pos | Constructeurs | Victoires | Points |
| --- | ------------- | --------- | ------ |
| 1   | Ford          | 19        | 1310   |
| 2   | Toyota        | 13        | 1286   |
| 3   | Chevrolet     | 4         | 1187   |

Note : Il n'y a que les 16 premières places de chaque course qui rapportent des points.